# Grasmotten
De grasmotten (Crambidae) zijn een familie van vlinders uit de superfamilie Pyraloidea van meer dan 10.300 soorten. De wetenschappelijke naam van de familie werd, als Crambites, in 1810 gepubliceerd door Pierre André Latreille.
De vlinders zijn zeer variabel in uiterlijk. De onderfamilie Crambinae, de eigenlijke grasmotten, nemen een smalle, dichtopeengevouwen houding aan op grasstengels waardoor ze erg onopvallend zijn. Andere onderfamilies hebben helder gekleurde patronen en rusten met wijd uitgespreide vleugels.

## Systematische positie
In veel classificaties zijn de Crambidae behandeld als onderafdeling van de snuitmotten (Pyralidae). Het belangrijkste verschil is de structuur in de oren die praecinctorium genoemd wordt. Deze verbindt twee membranen in de Crambidae, en ontbreekt in de Pyralidae. Het lijkt een kwestie van persoonlijke keus (en dus niet iets van een doorslaggevend verschil) of dit onderscheid een verdeling in twee verschillende families rechtvaardigt, of dat de gezamenlijke aanwezigheid van ventraal geplaatste oren hen in een familie moet plaatsen.
Bij de herziening van de classificatie door Munroe & Solis, in Kristensen (1999), behielden de Crambidae hun status als zelfstandige familie. Ook bij de herziening van de orde door Van Nieukerken et al. (2011) bleven de Crambidae een van de twee families in de superfamilie Pyraloidea.

## Schadelijke soorten
De rupsen zijn typisch stengelboorders in de grassenfamilie. Omdat deze familie veel belangrijke voedingsgewassen aantast, worden sommige grasmotten als schadelijk beschouwd.
De Europese maïsboorder Ostrinia nubilalis is waarschijnlijk de bekendste - in het begin van de 20e eeuw in de Verenigde Staten geïntroduceerd, is hij daar nu in alle, behalve de meest westelijke staten verspreid. In de Benelux is de buxusmot Cydalima perspectalis uit Azië een nieuwe invasieve soort. Andere economisch schadelijke soorten zijn:
- Aziatische rijstboorder Chilo suppressalis
- Suikerrietboorder Diatraea saccharalis

## Onderfamilies
- Acentropinae Stephens, 1836 (71 geslachten, 811 soorten)
- Crambinae Latreille, 1810 (175 geslachten, 2066 soorten)
- Erupinae Munroe, 1995 (3 geslachten, 38 soorten)
- Glaphyriinae W. T. M. Forbes, 1923 (75 geslachten, 509 soorten)
- Heliothelinae Amsel, 1961 (3 geslachten, 29 soorten)
- Hoploscopinae Robinson et al., 1994 (2 geslachten, 46 soorten)
- Lathrotelinae J. F. G. Clarke, 1971 (5 geslachten, 42 soorten)
- Linostinae Amsel, 1956 (1 geslacht, 4 soorten)
- Midilinae Munroe, 1958 (10 geslachten 57 soorten)
- Musotiminae Meyrick, 1884 (23 geslachten, 207 soorten)
- Odontiinae Guenée, 1854 (88 geslachten, 388 soorten)
- Pyraustinae Meyrick, 1890 (171 geslachten, 1,249 soorten)
- Schoenobiinae Duponchel, 1846 (29 geslachten, 239 soorten)
- Scopariinae Guenée, 1854 (20 geslachten, 586 soorten)
- Spilomelinae Guenée, 1854 (349 geslachten, >4100 soorten)

## Enkele soorten
| - Acentria ephemerella - Duikermot - Agriphila deliella - Zwartstreepgrasmot - Agriphila geniculea - Gepijlde grasmot - Agriphila inquinatella - Moerasgrasmot - Araeomorpha atmota - Agriphila latistria - Witlijngrasmot - Agriphila straminella - Blauwooggrasmot - Agriphila tristella - Variabele grasmot - Agrotera nemoralis - Haagbeukmot - Anania coronata - Gewone coronamot - Anania crocealis - Gegolfde lichtmot - Anania funebris - Lichtbalmot - Anania fuscalis - Hengellichtmot - Anania hortulata - Bonte brandnetelmot - Anania lancealis - Lichte coronamot - Anania perlucidalis - Donkere coronamot - Anania stachydalis - Bonte coronamot - Anania terrealis - Guldenroedelichtmot - Anania verbascalis - Salielichtmot - Ancylolomia tentaculella - Antigastra catalaunalis - Sesammot - Calamotropha paludella - Lisdoddesnuitmot - Cataclysta lemnata - Kroosvlindertje - Catoptria falsella - Drietandvlakjesmot - Catoptria lythargyrella - Satijnvlakjesmot - Catoptria margaritella - Gelijnde vlakjesmot - Catoptria osthelderi - Smalle vlakjesmot - Catoptria permutatellus - Brede vlakjesmot - Catoptria pinella - Egale vlakjesmot - Chilo phragmitella - Rietmot - Chrysoteuchia culmella - Gewone grasmot - Crambus ericella - Heidegrasmot - Crambus lathoniellus - Vroege grasmot - Crambus pascuella - Zilverstreepgrasmot - Crambus perlella - Bleke grasmot - Crambus pratella - Streepjesgrasmot - Crambus silvella - Bruine grasmot - Cynaeda dentalis - Gevlamde grasmot - Diasemia reticularis - Zwerfstreepmot - Dolicharthria punctalis - Sikkelvlekmot - Donacaula forficella - Liesgrassnuitmot - Donacaula mucronella - Zeggensnuitmot - Duponchelia fovealis - Duponcheliamot - Ecpyrrhorrhoe rubiginalis - Elophila nymphaeata - Waterlelievlinder | - Eudonia delunella - Zwartvlekgranietmot - Eudonia lacustrata - Lichte granietmot - Eudonia mercurella - Variabele granietmot - Eudonia truncicolella - Roomkleurige granietmot - Eurrhypis pollinalis - Sneeuwvlekje - Evergestis extimalis - Aangebrande valkmot - Evergestis forficalis - Lijnvalkmot - Evergestis limbata - Gezoomde valkmot - Evergestis pallidata - Bonte valkmot - Friedlanderia cicatricella - Biessnuitmot - Ismene pelusia - Loxostege sticticalis - Geelzoommot - Nomophila noctuella - Luipaardlichtmot - Nymphula nitidulata - Egelskopmot - Ostrinia nubilalis - Europese maisboorder - Palpita vitrealis - Satijnlichtmot - Parapoynx stratiotata - Krabbenscheermot - Paratalanta hyalinalis - Toortsmot - Paratalanta pandalis - Lichte golfbandmot - Pediasia aridella - Geaderde grasmot - Pediasia fascelinella - Grote grasmot - Platytes alpinella - Baardsnuitmot - Pleuroptya ruralis - Parelmoermot - Psammotis pulveralis - Wolfspootlichtmot - Pyrausta aurata - Muntvlindertje - Pyrausta cingulata - Zwartwitte tijmmot - Pyrausta despicata - Weegbreemot - Pyrausta nigrata - Stiptijmmot - Pyrausta purpuralis - Purpermotje - Pyrausta sanguinalis - Mijtermot - Schoenobius gigantella - Rietsnuitmot - Scoparia ambigualis - Grijze granietmot - Scoparia basistrigalis - Oranjevlekgranietmot - Scoparia pyralella - Oranje granietmot - Scoparia subfusca - Bitterkruidgranietmot - Sitochroa palealis - Bruidsmot - Sitochroa verticalis - Fijne golfbandmot - Spoladea recurvalis - Spinaziemot - Thisanotia chrysonuchella - Duingrasmot - Udea fulvalis - Zuidelijke kruidenmot - Udea ferrugalis - Oranje kruidenmot - Udea lutealis - Witte kruidenmot - Udea olivalis - Witvlekkruidenmot - Udea prunalis - Grijze kruidenmot |

## Afbeeldingen

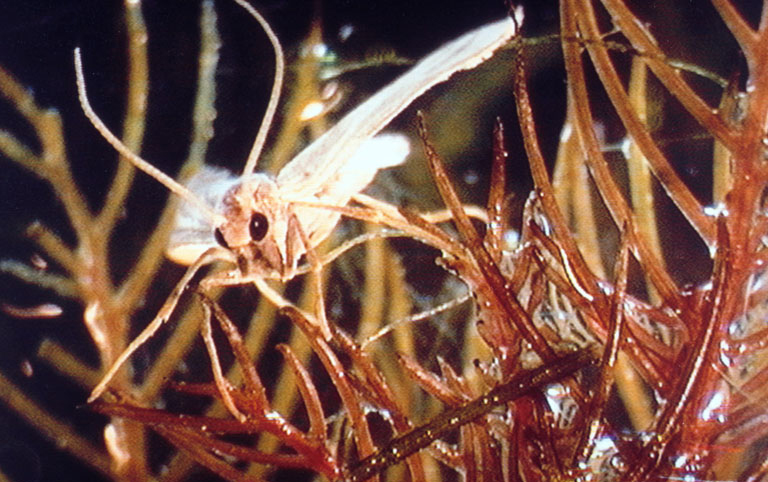
Acentria ephemerella
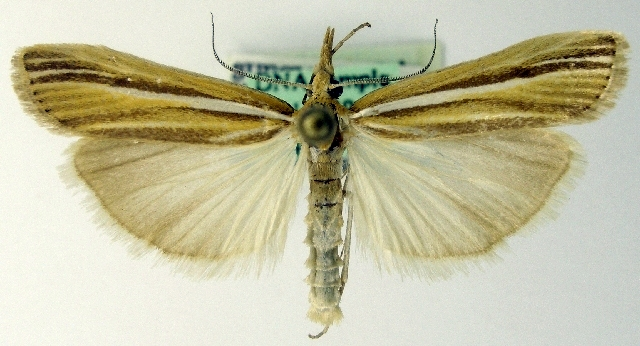
Agriphila deliella Zwartstreepgrasmot
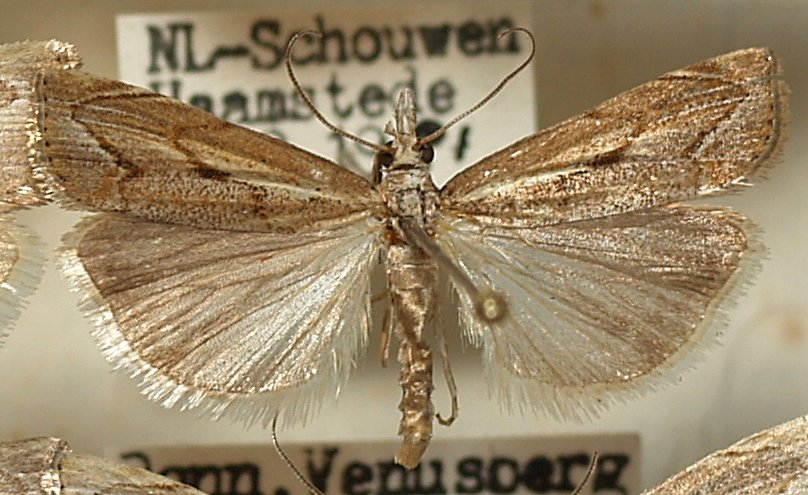
Agriphila geniculea
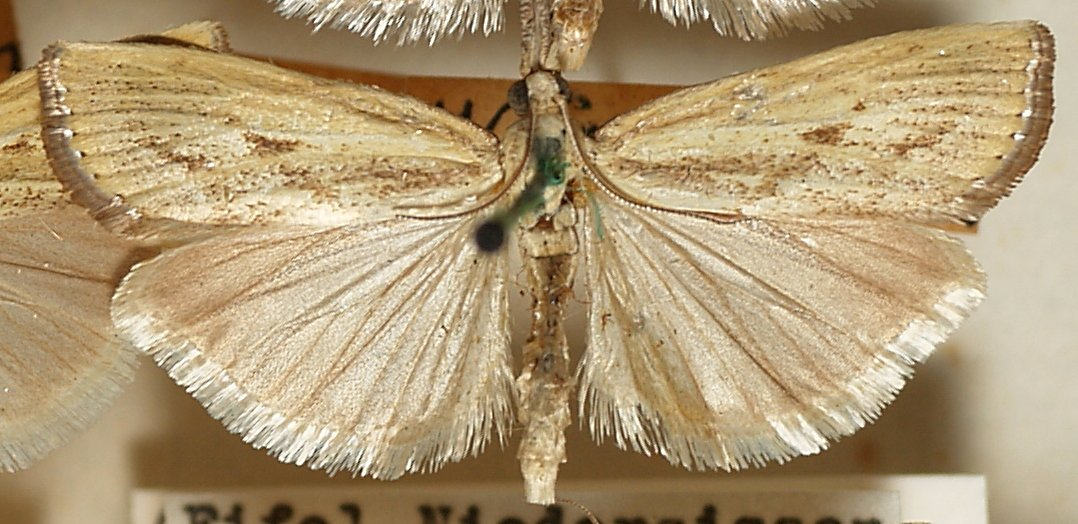
Agriphila inquinatella
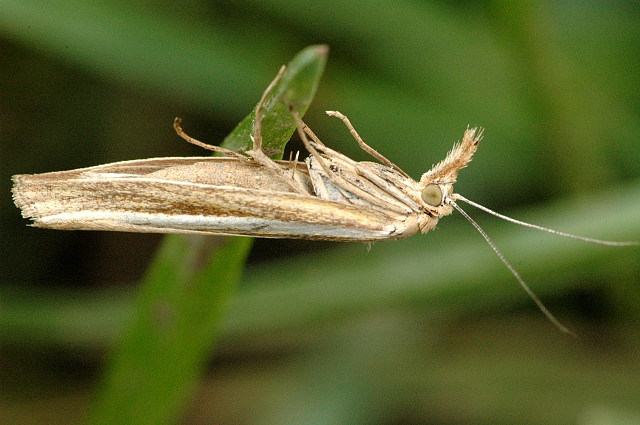
Agriphila latistria
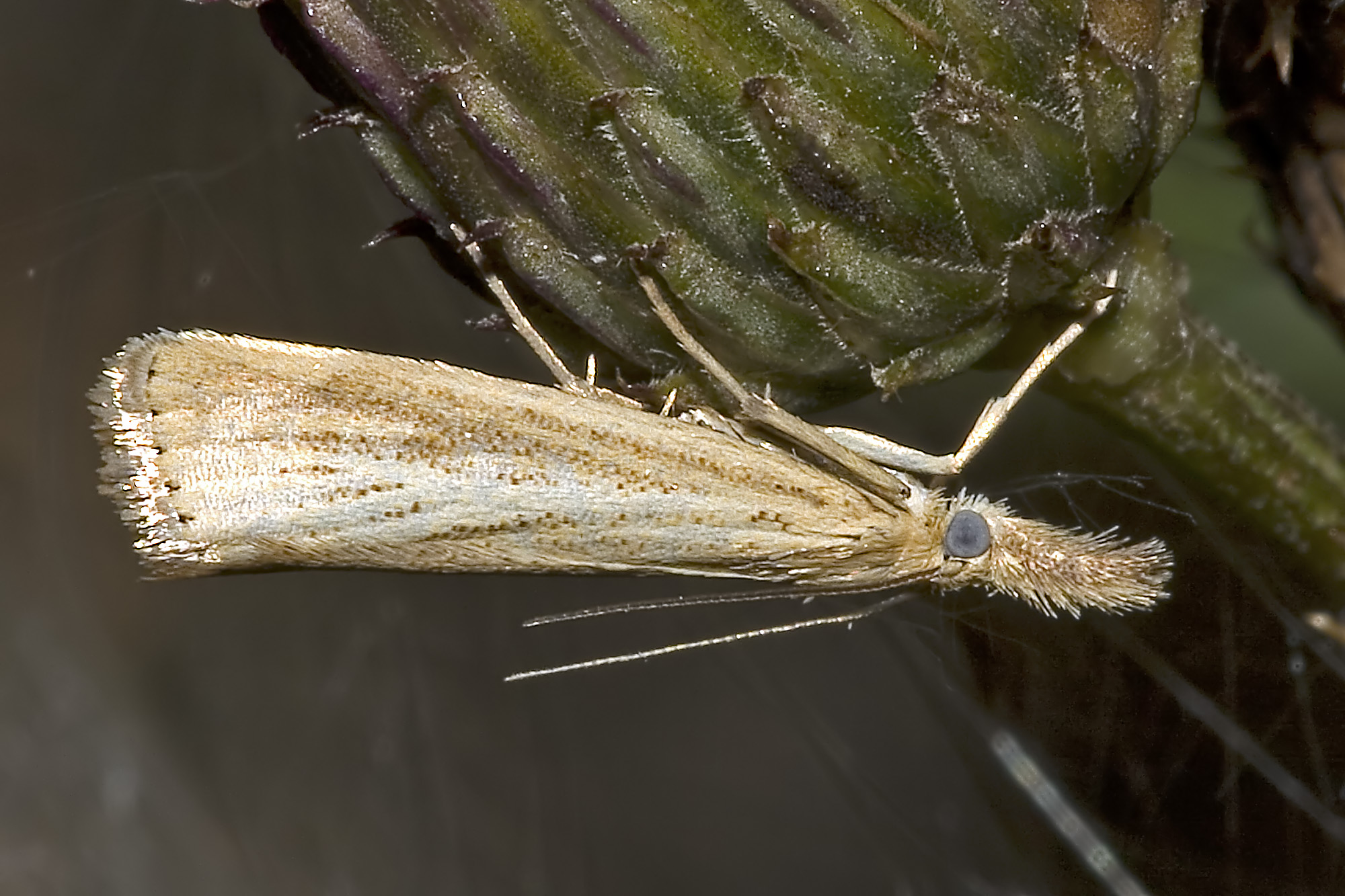
Agriphila straminella Blauwooggrasmot
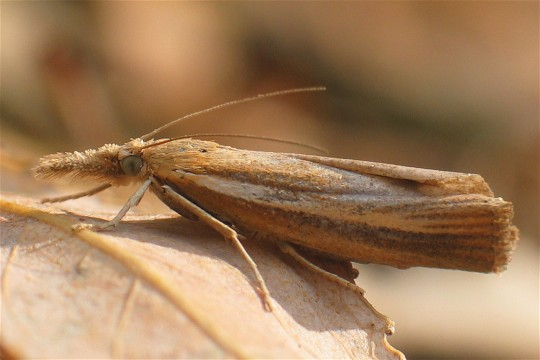
Agriphila tristella
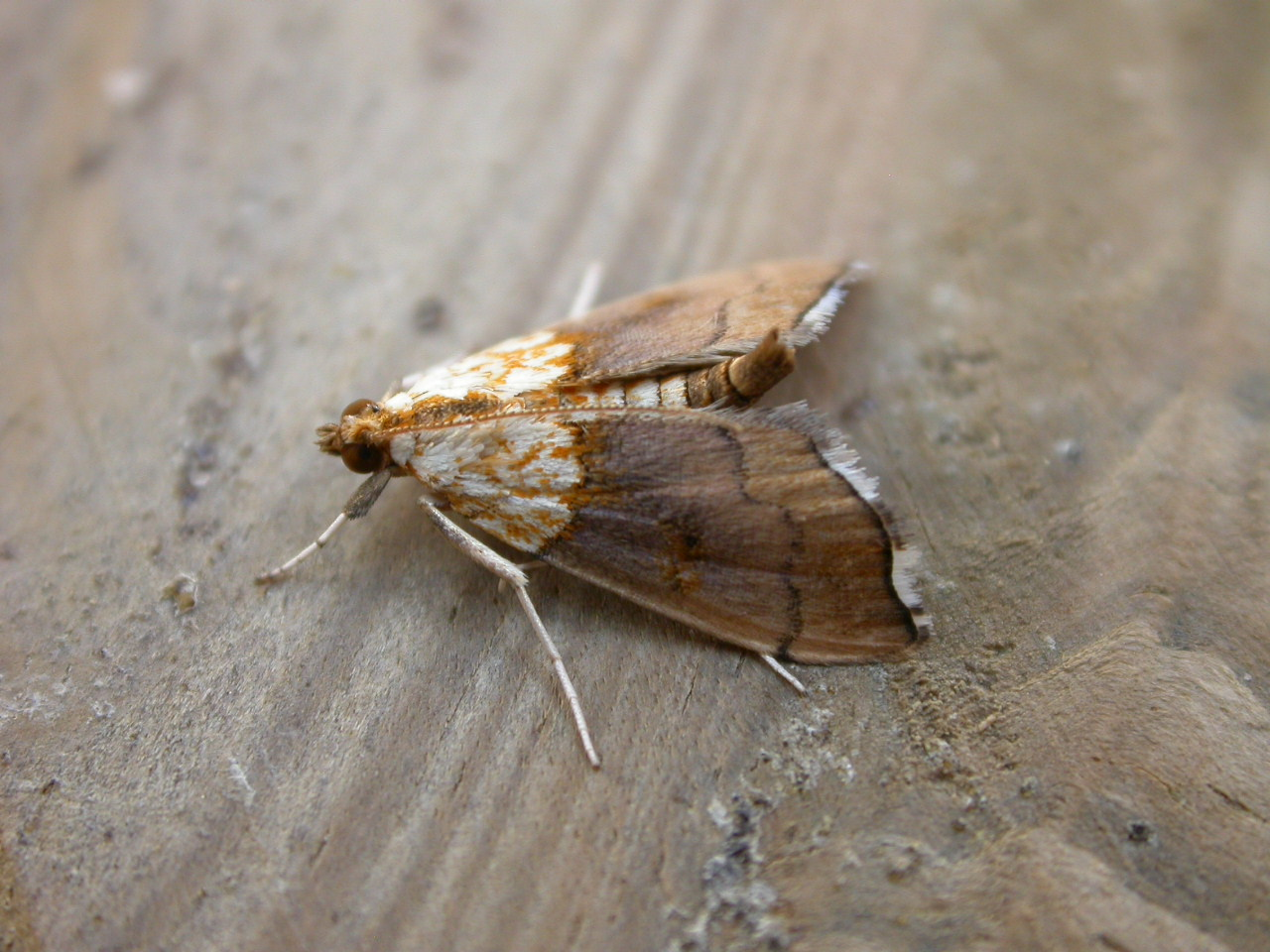
Agrotera nemoralis
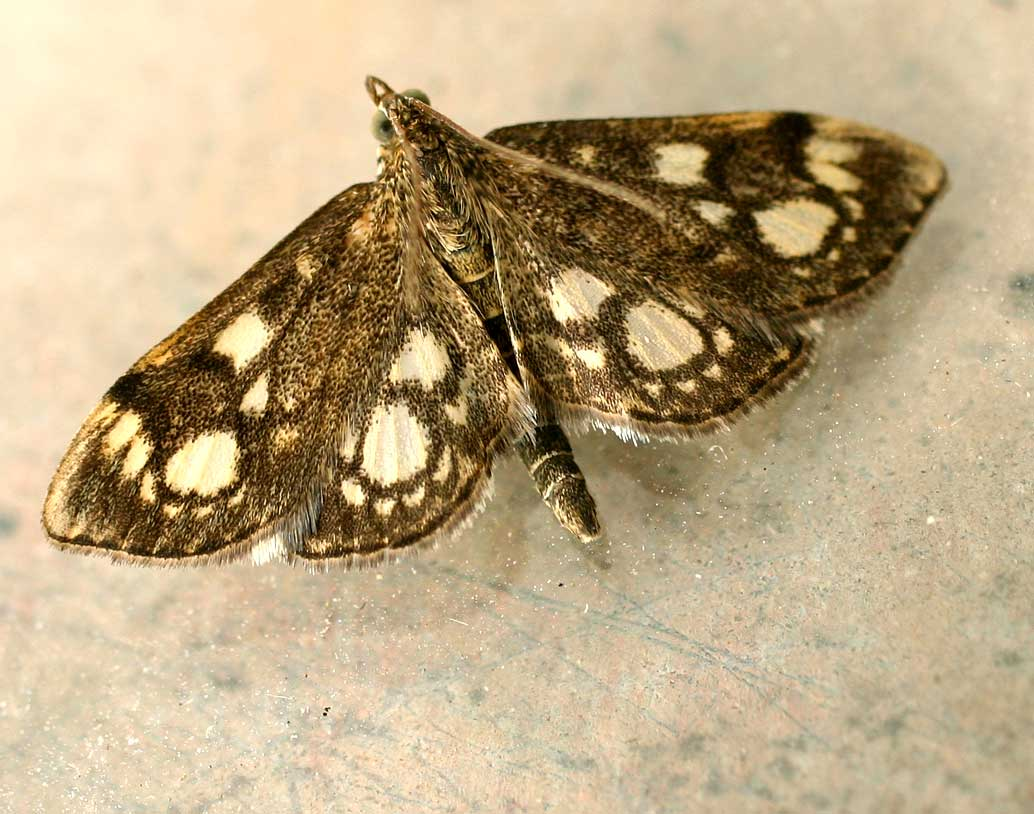
Anania coronata
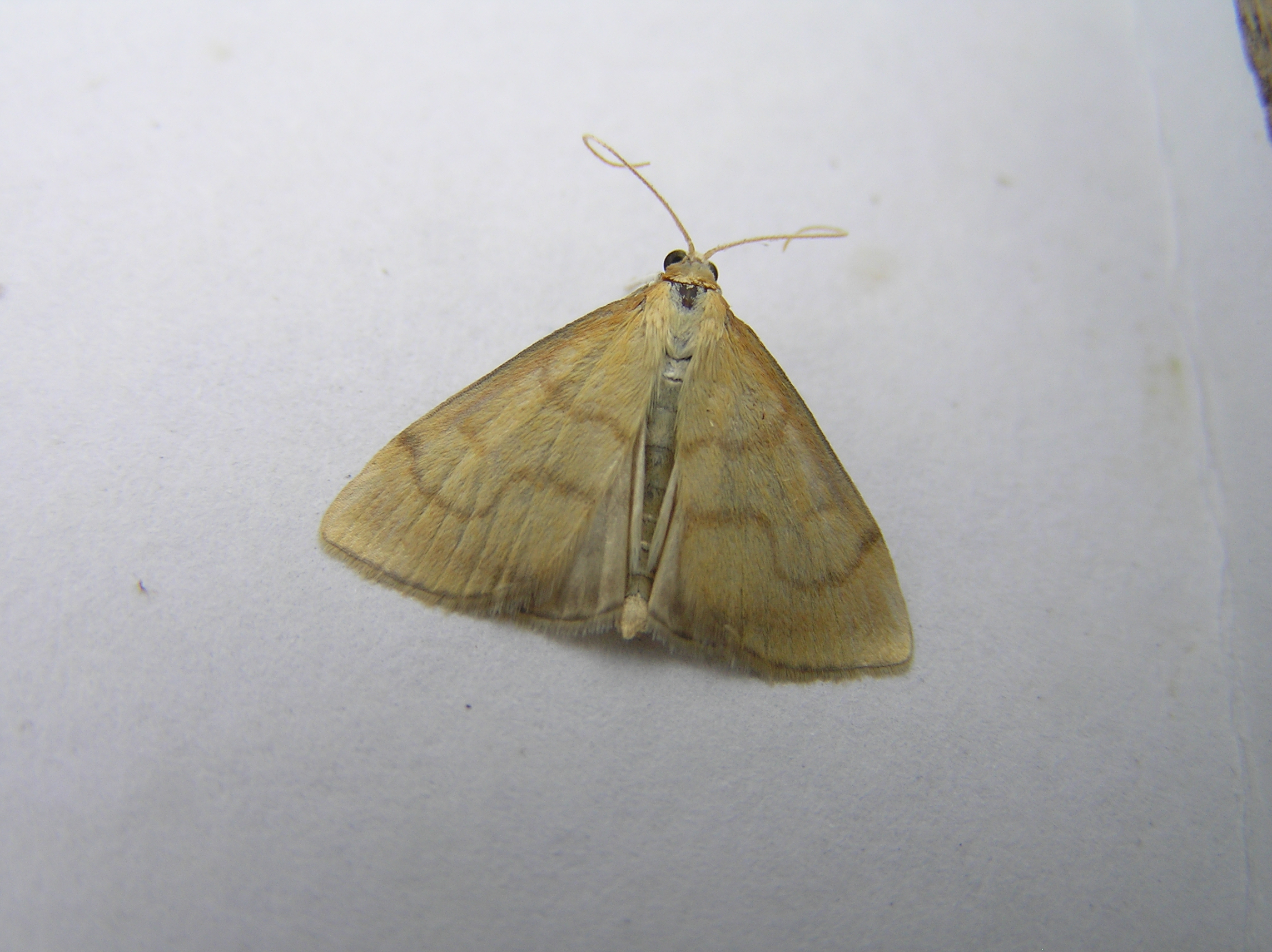
Anania crocealis
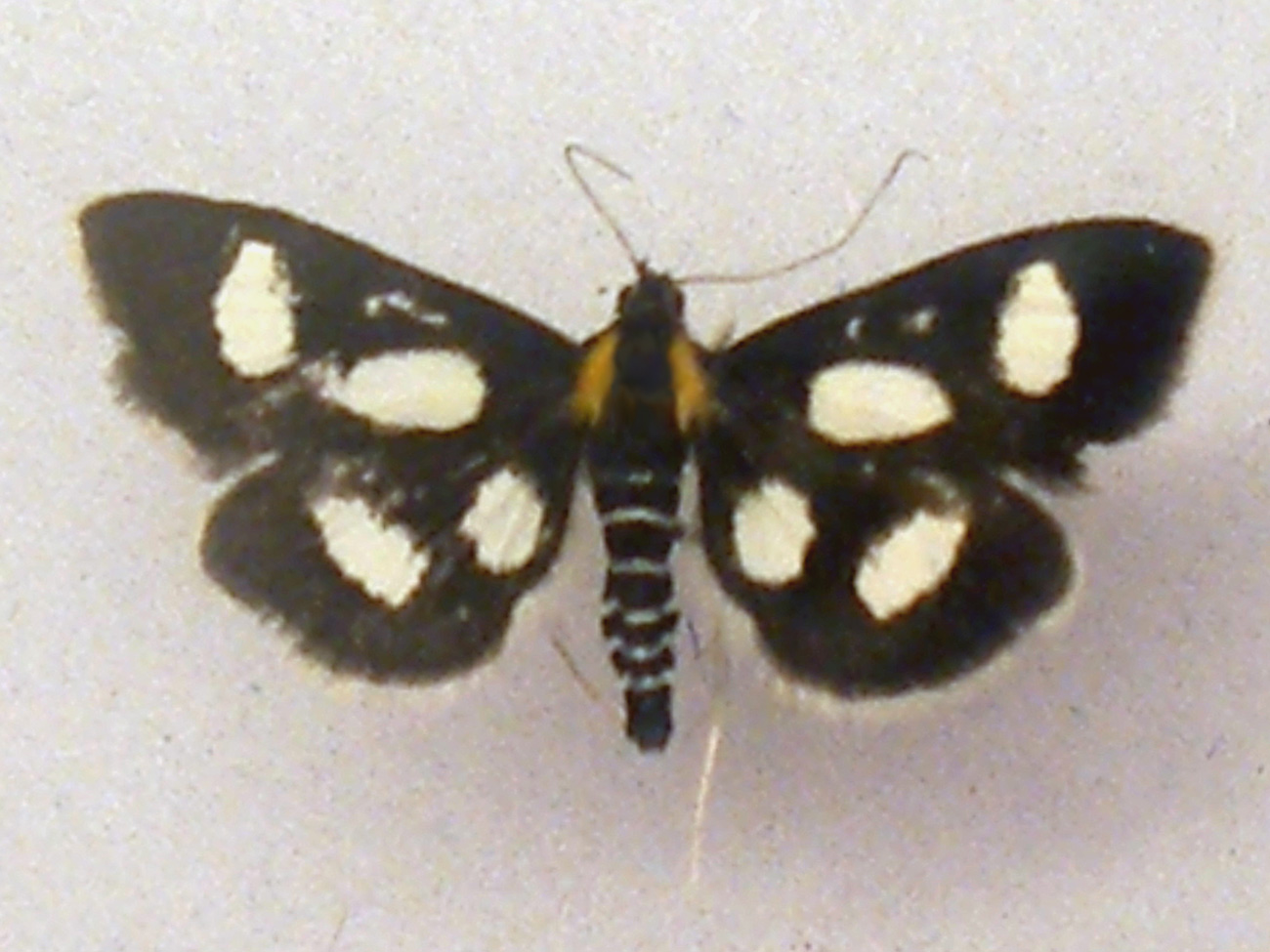
Anania funebris
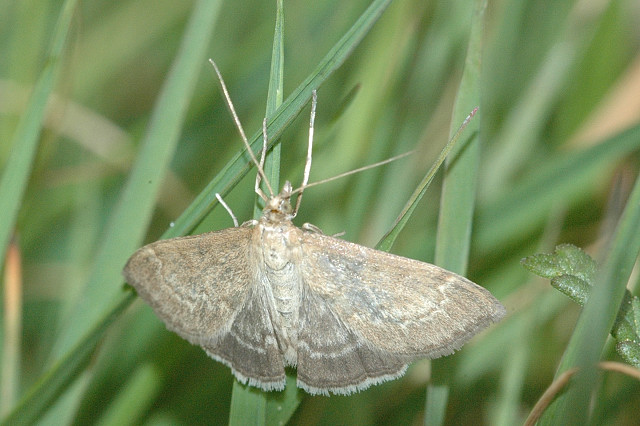
Anania fuscalis
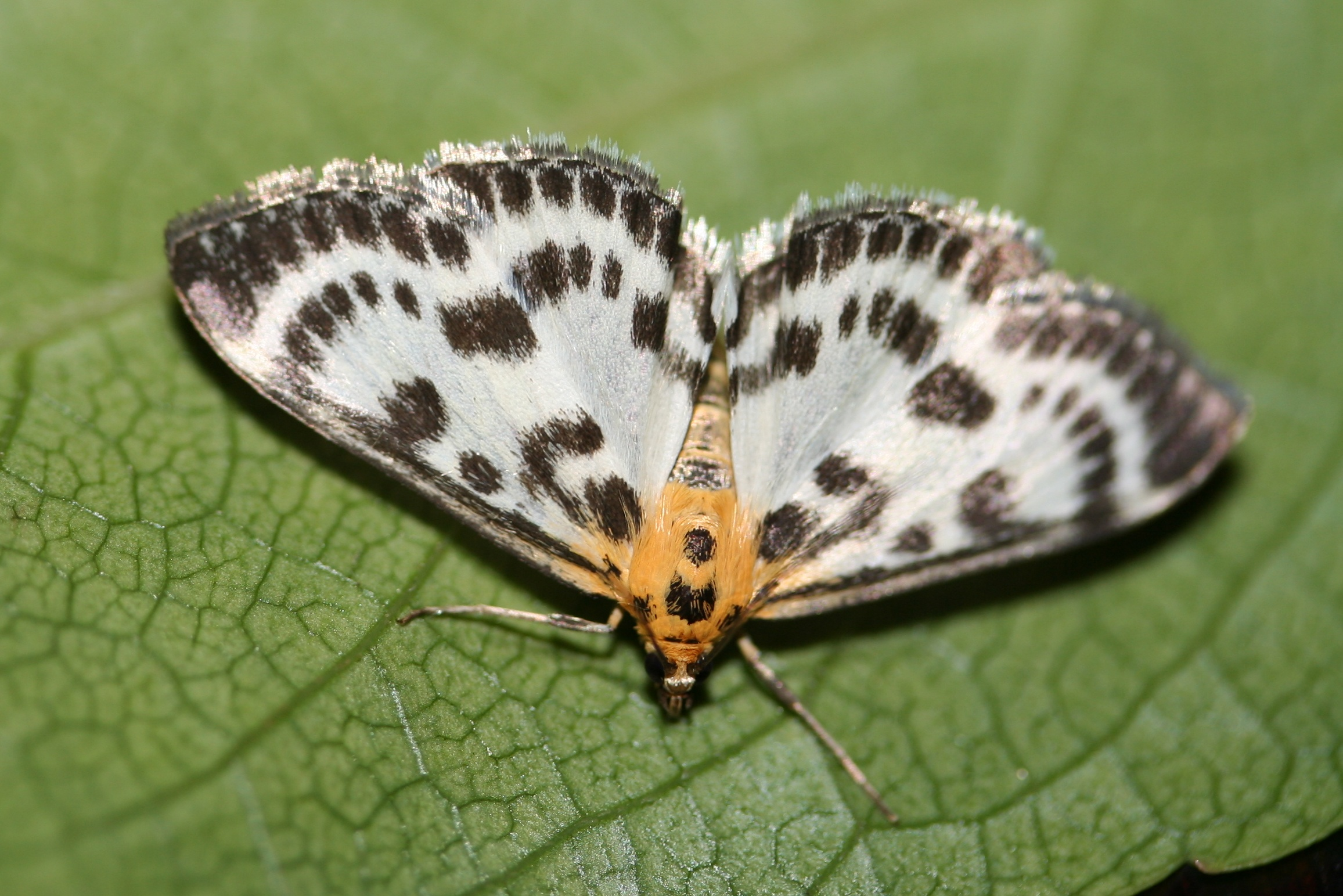
Anania hortulata Bonte brandnetelmot
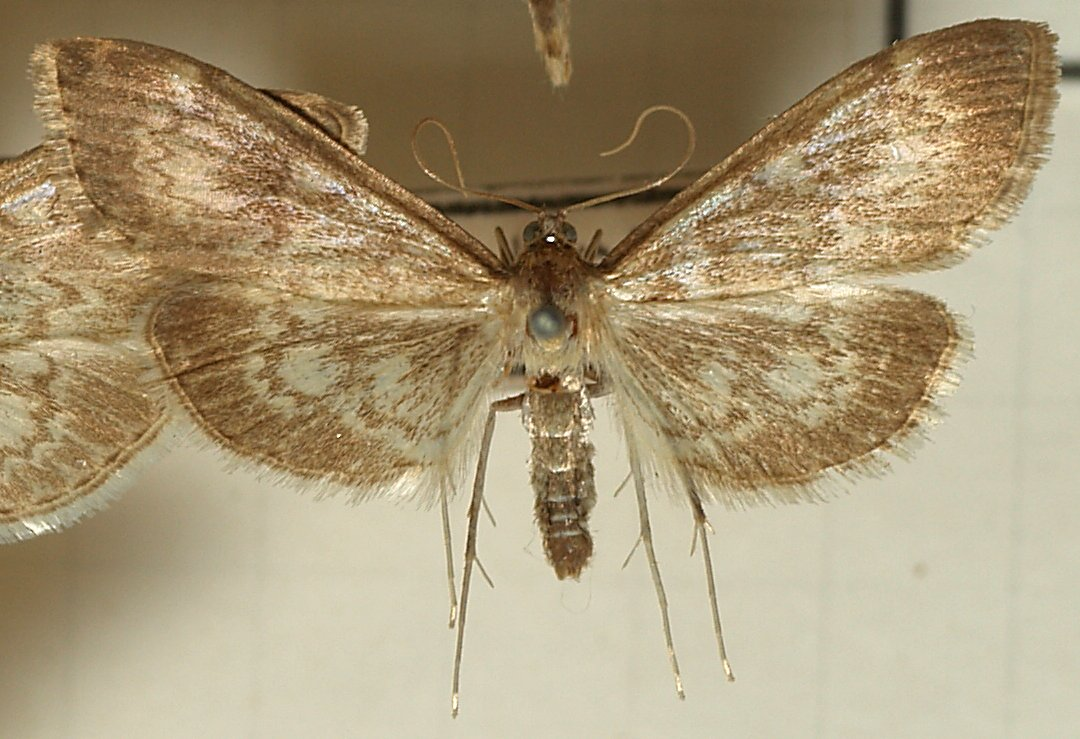
Anania lancealis
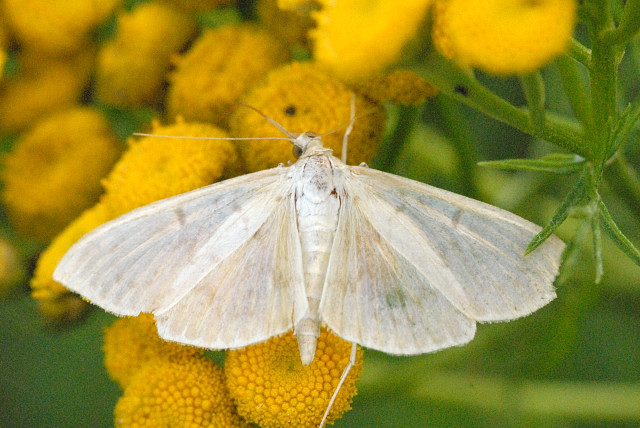
Anania perlucidalis
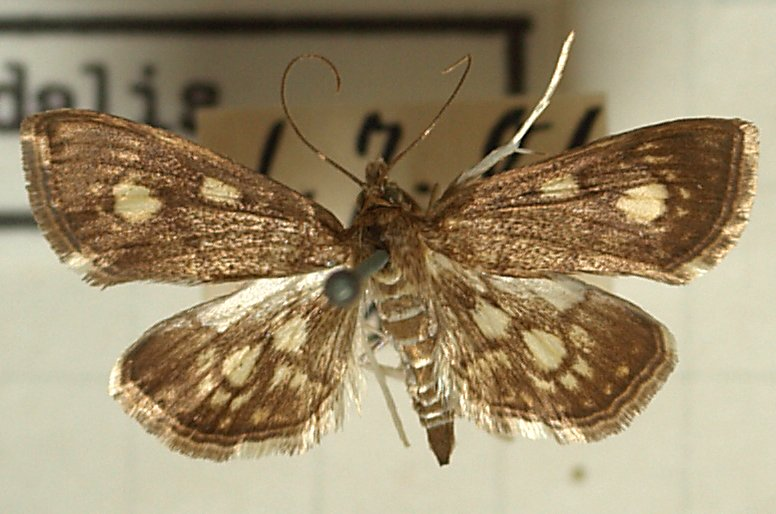
Anania stachydalis
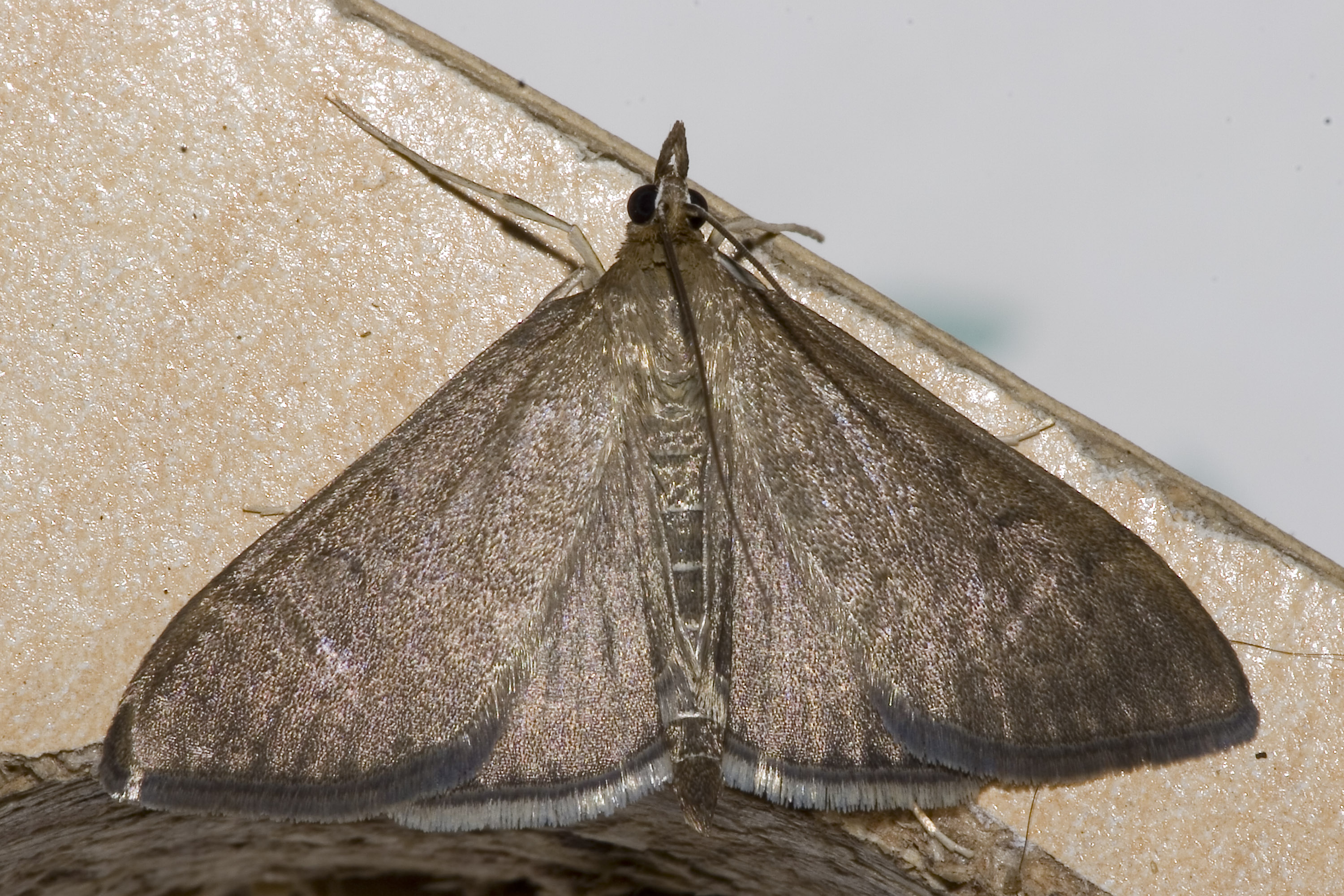
Anania terrealis
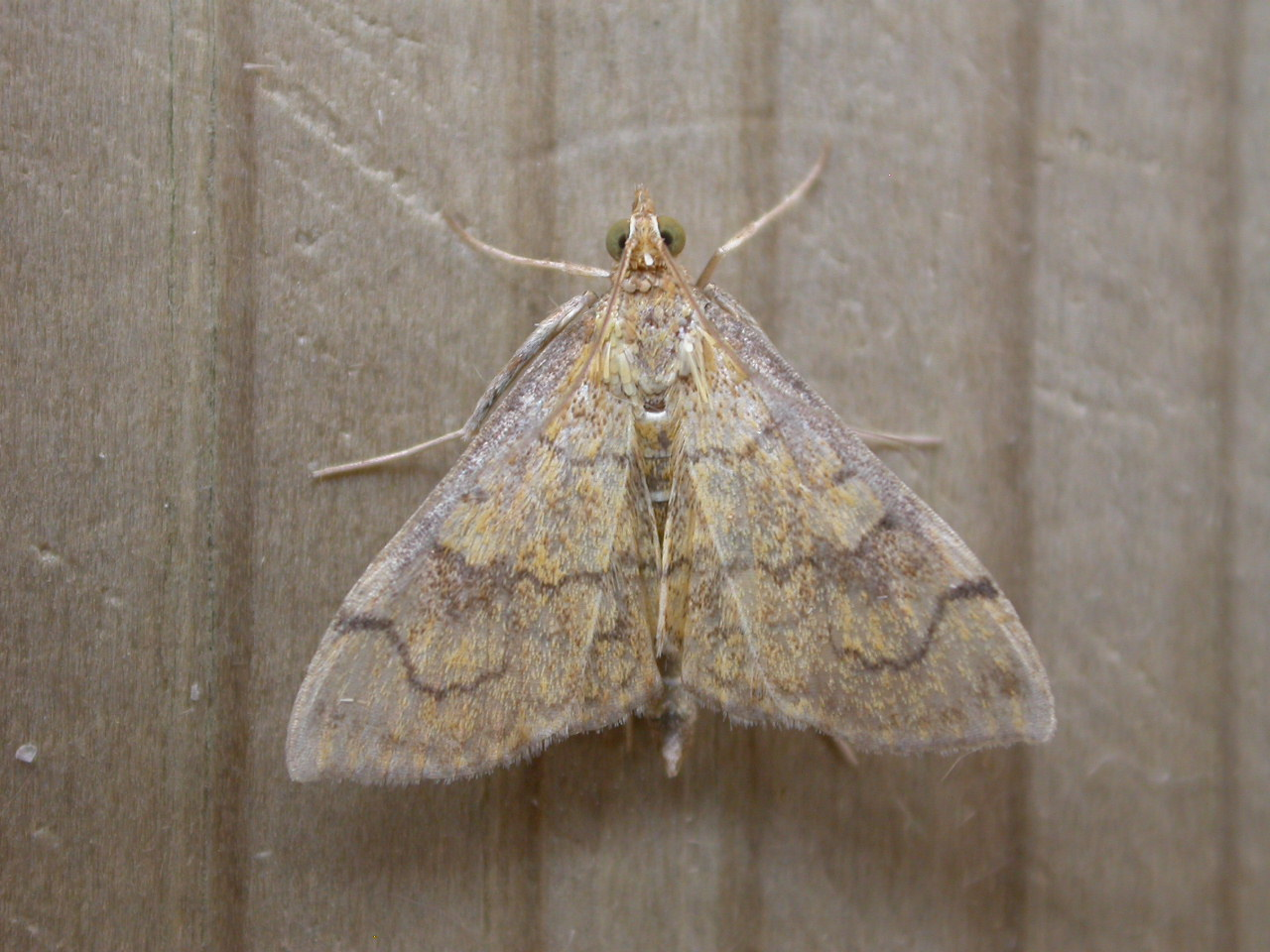
Anania verbascalis
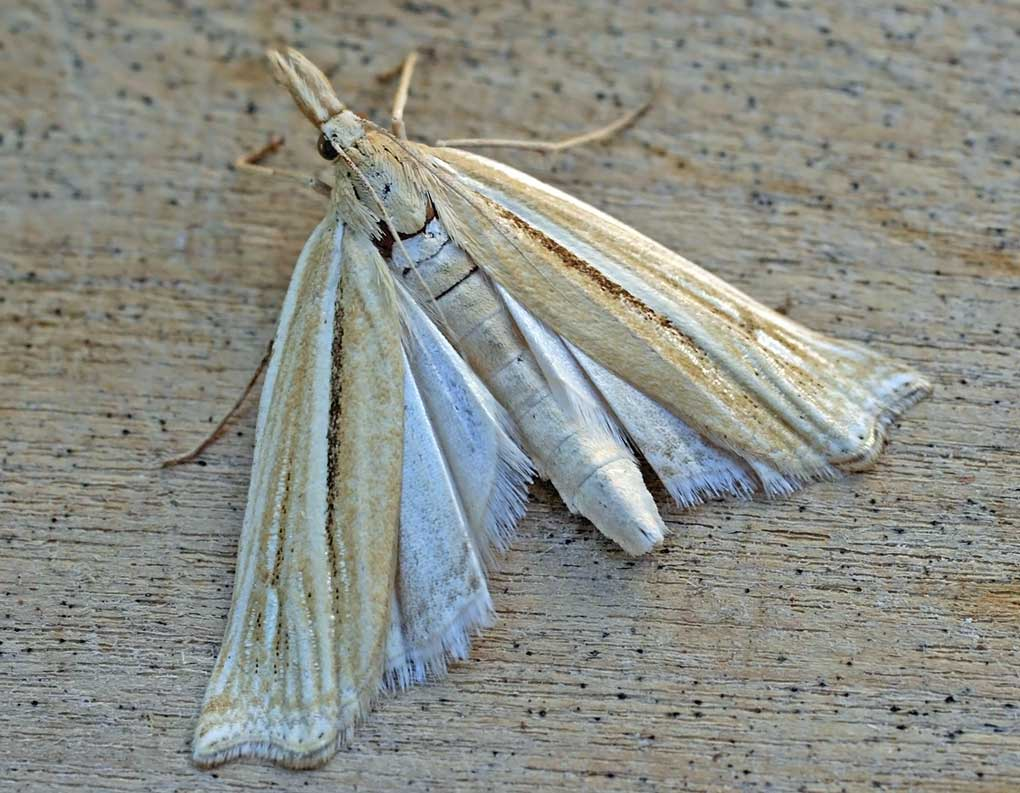
Ancylolomia tentaculella
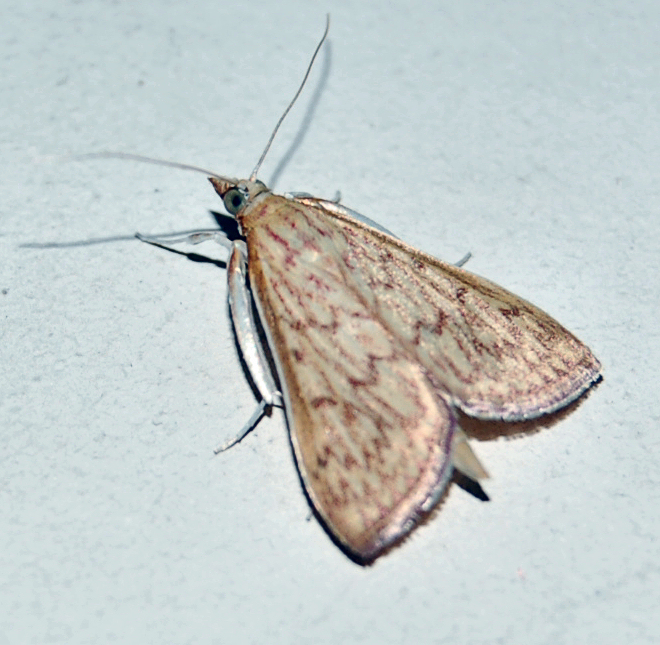
Antigastra catalaunalis
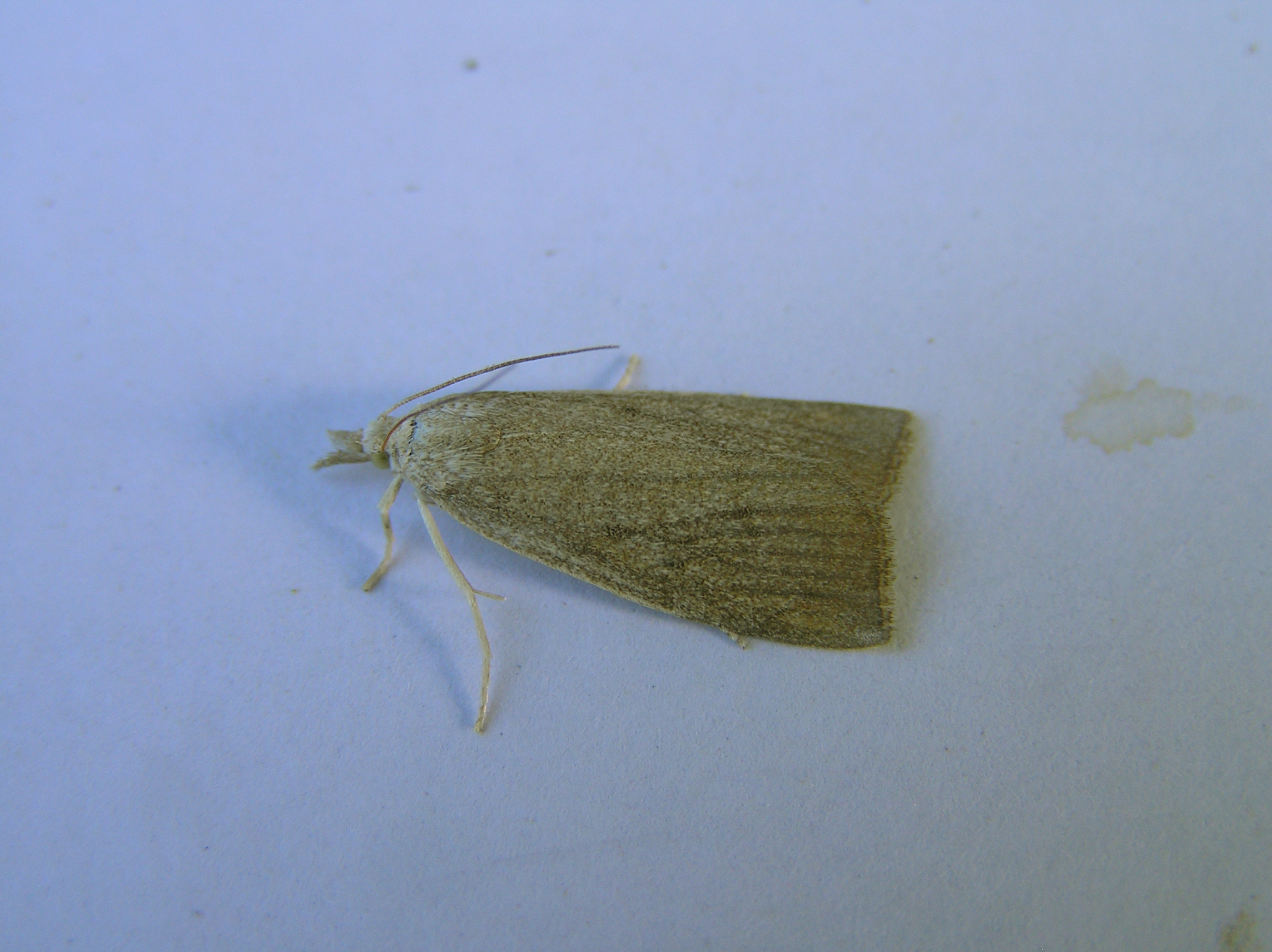
Calamotropha paludella
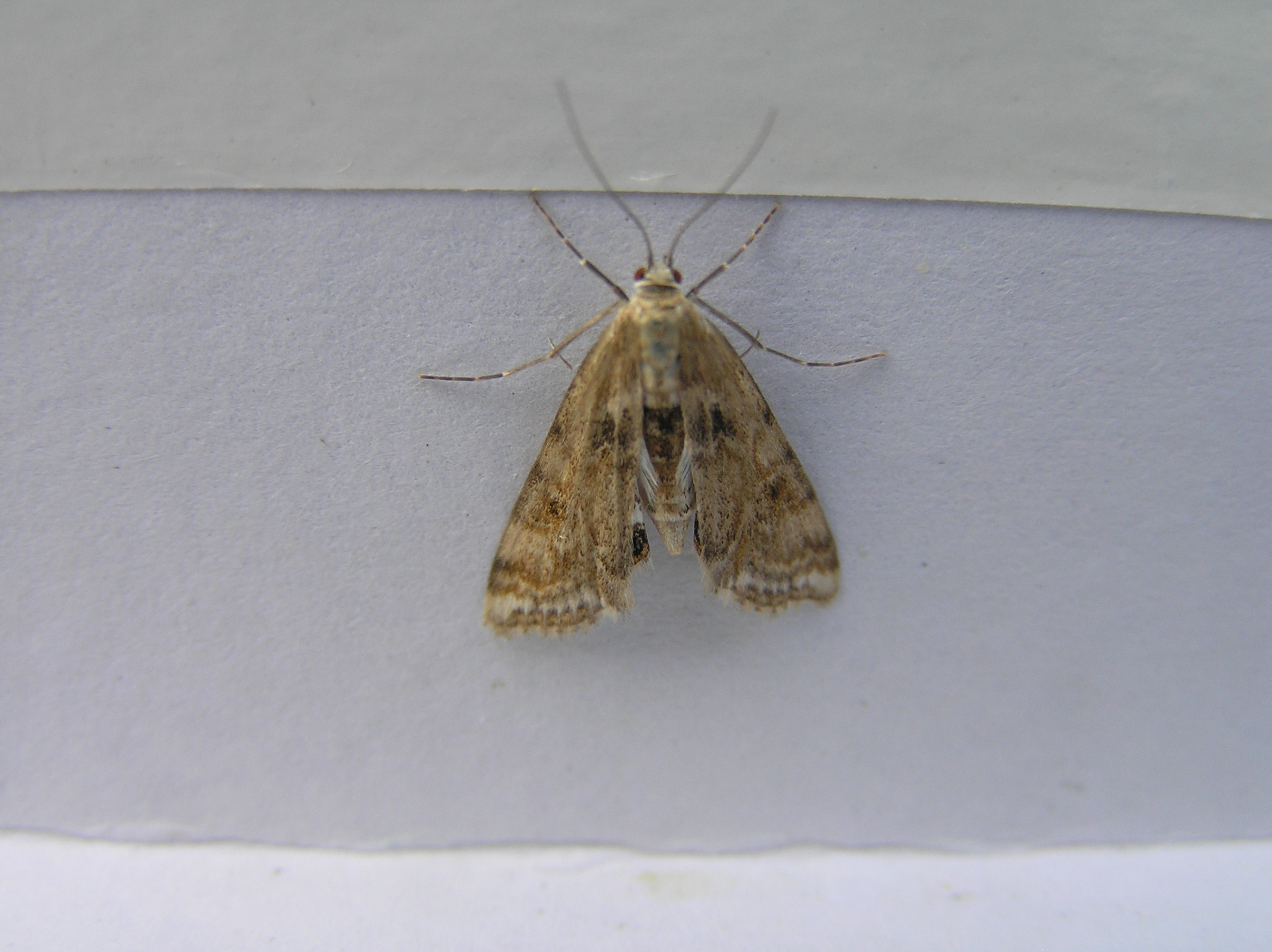
Cataclysta lemnata Kroosvlindertje
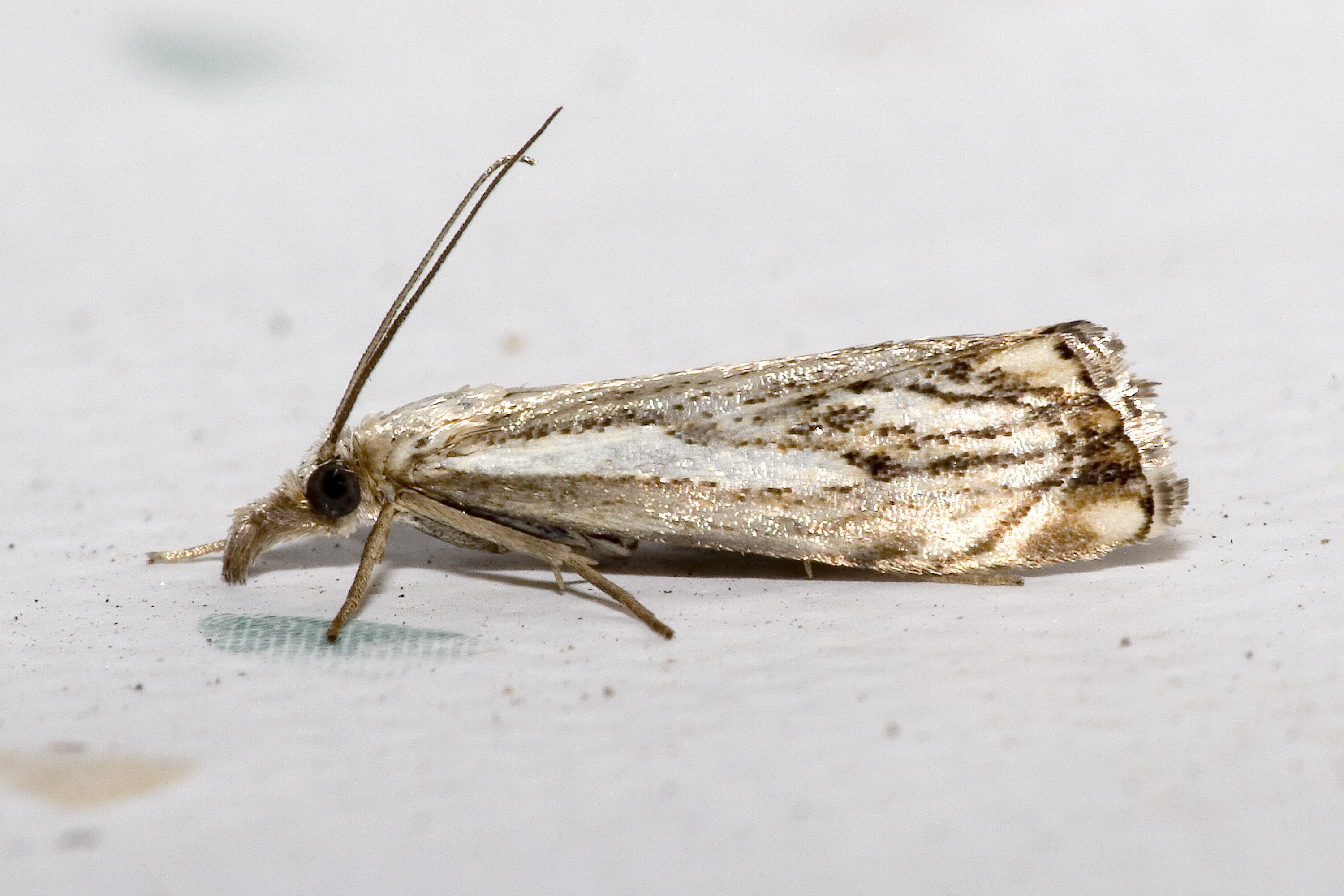
Catoptria falsella
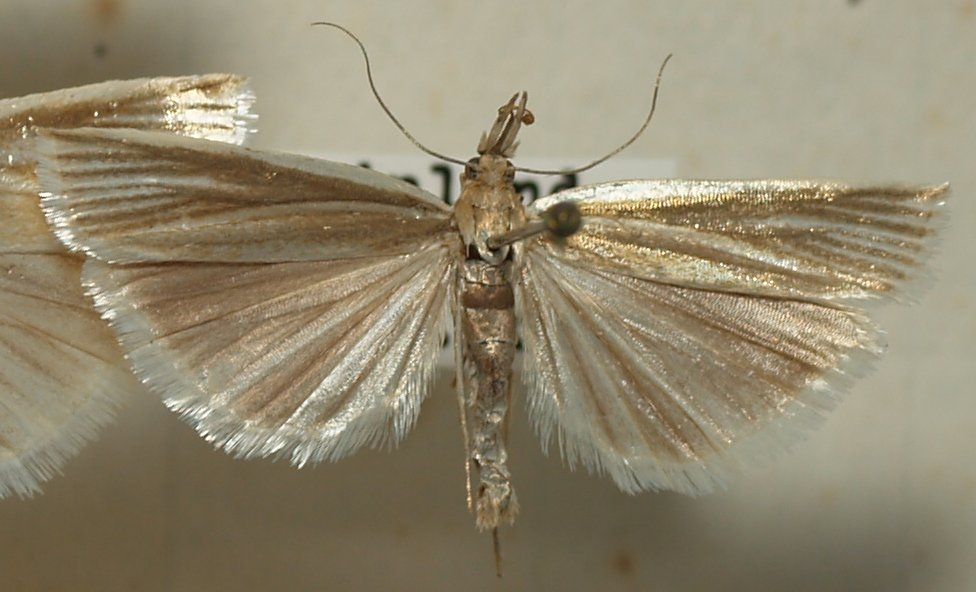
Catoptria lythargyrella
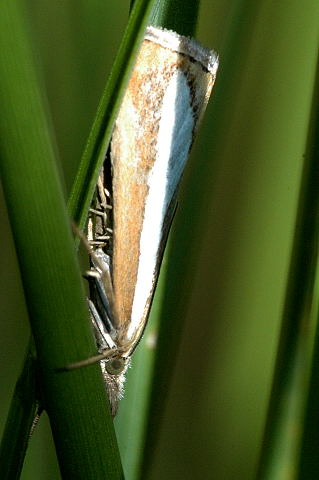
Catoptria margaritella
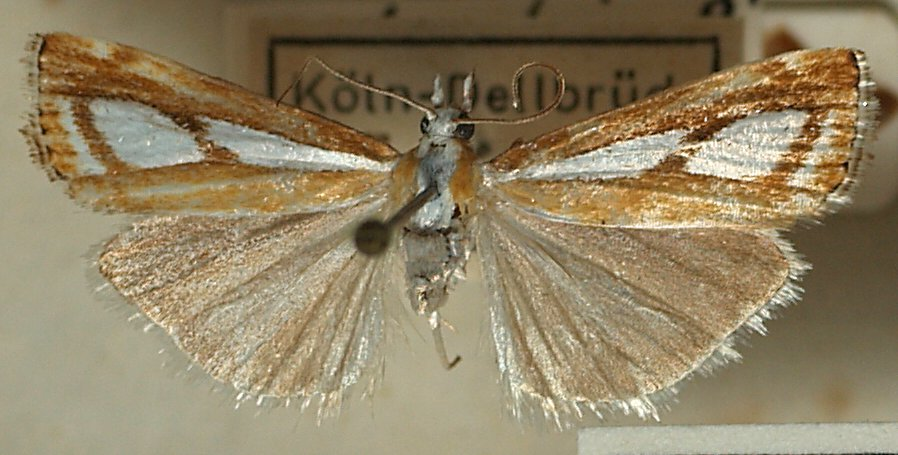
Catoptria osthelderi
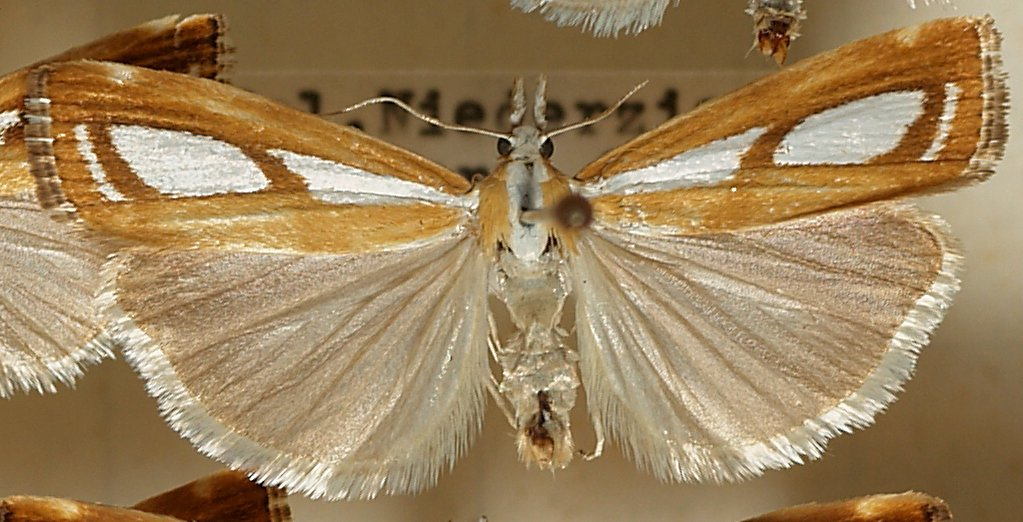
Catoptria permutatellus
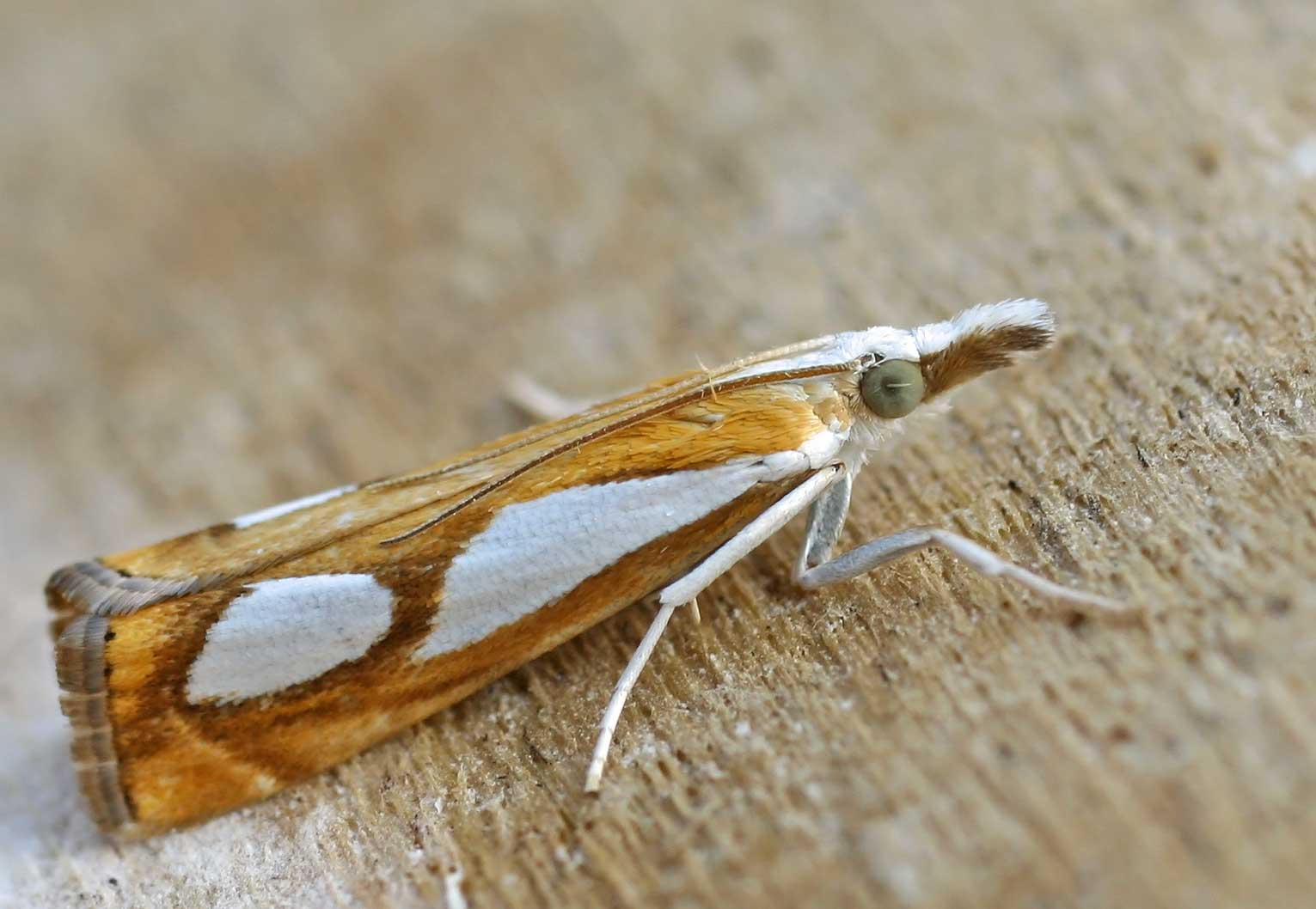
Catoptria pinella
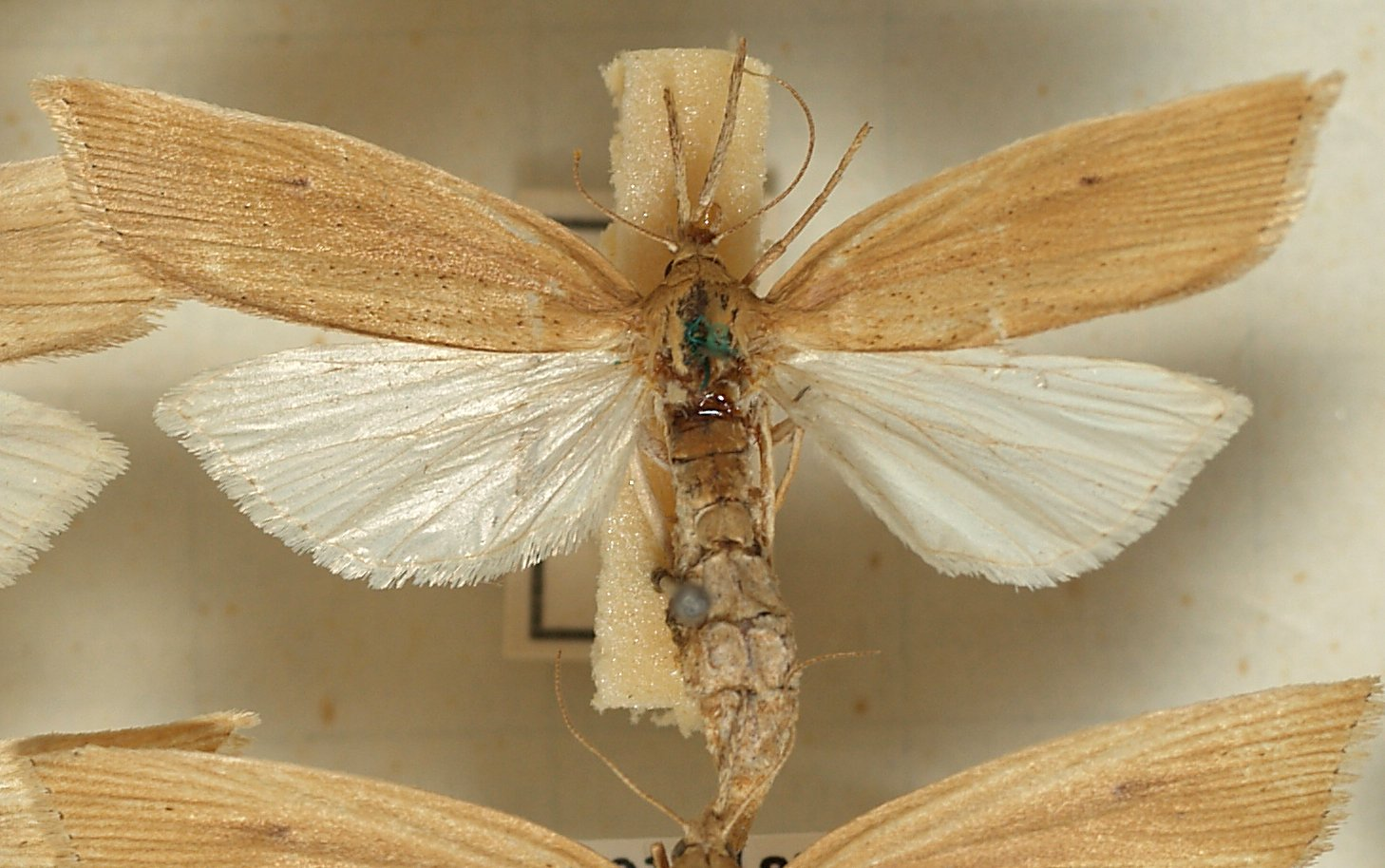
Chilo phragmitella
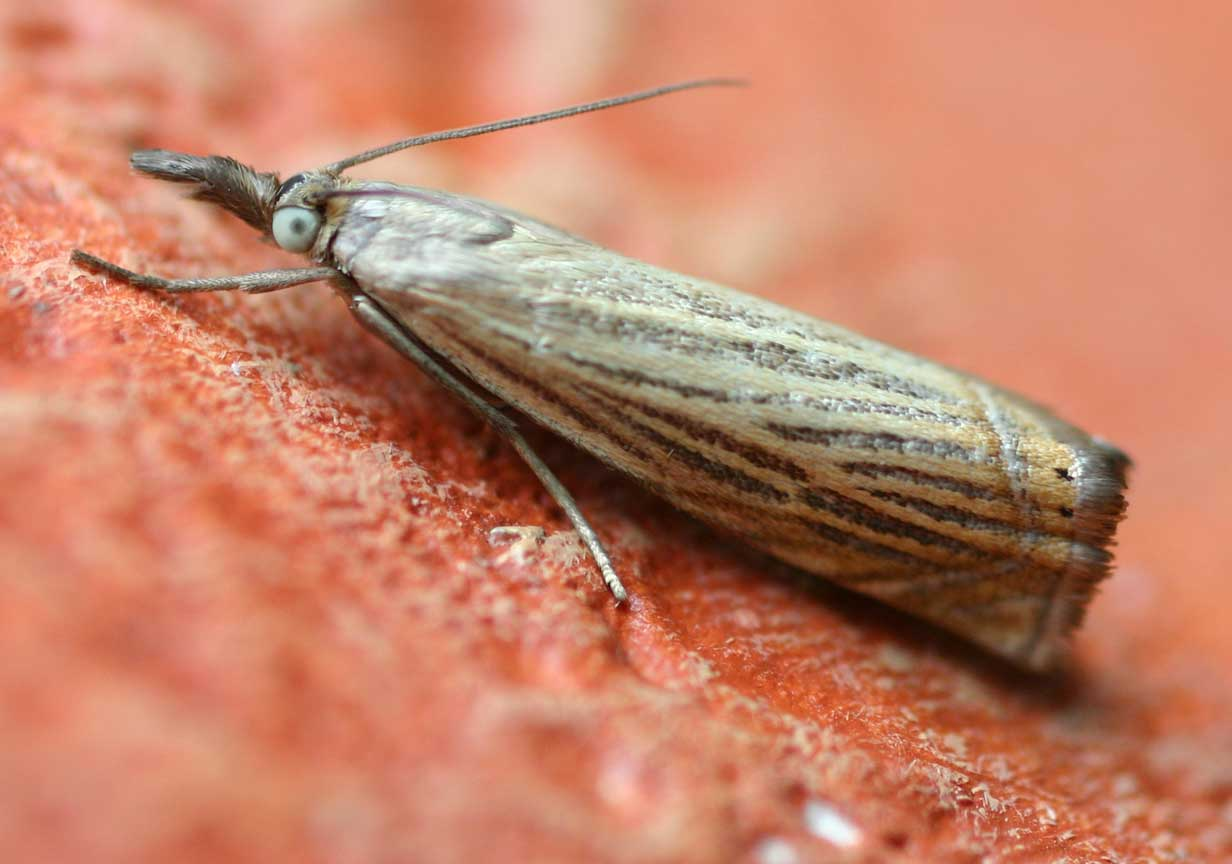
Chrysoteuchia culmella
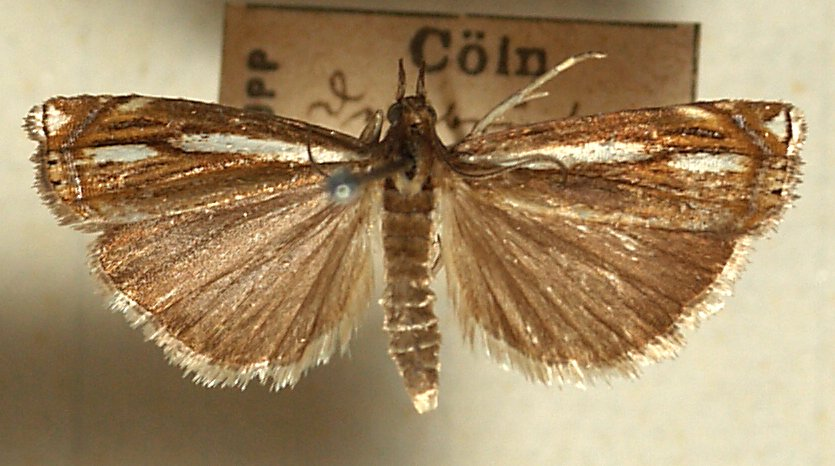
Crambus ericella
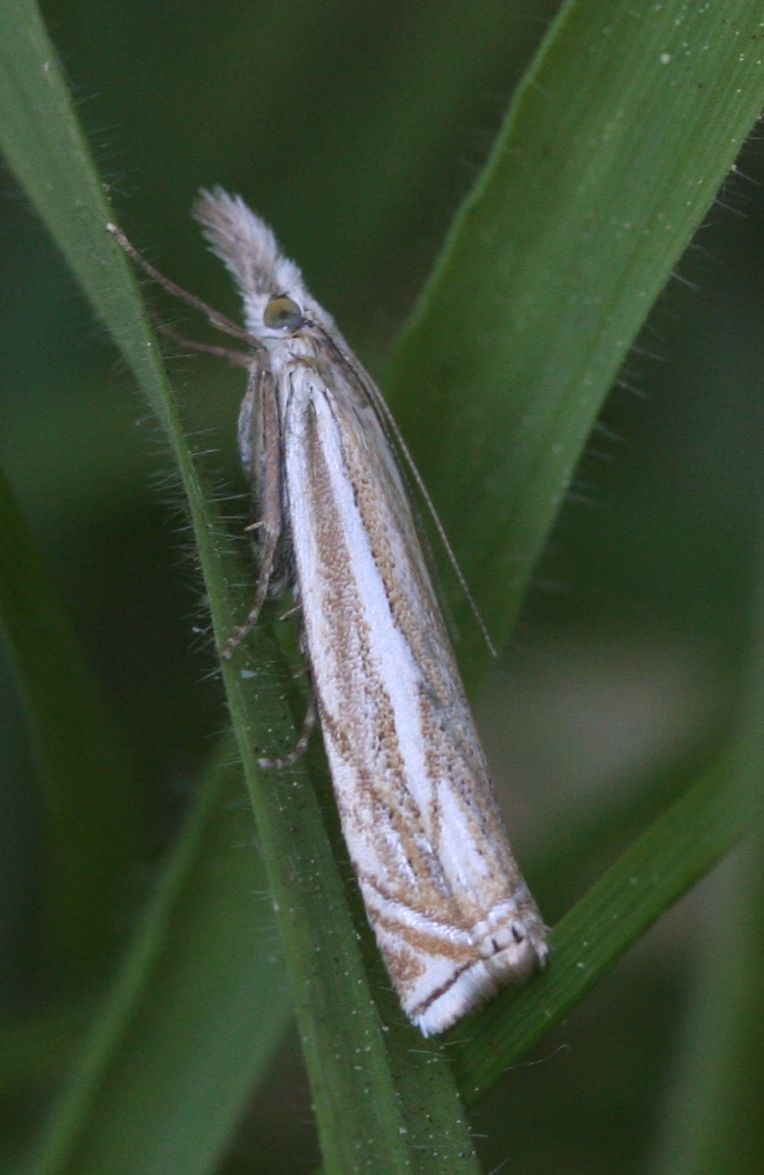
Crambus lathoniellus
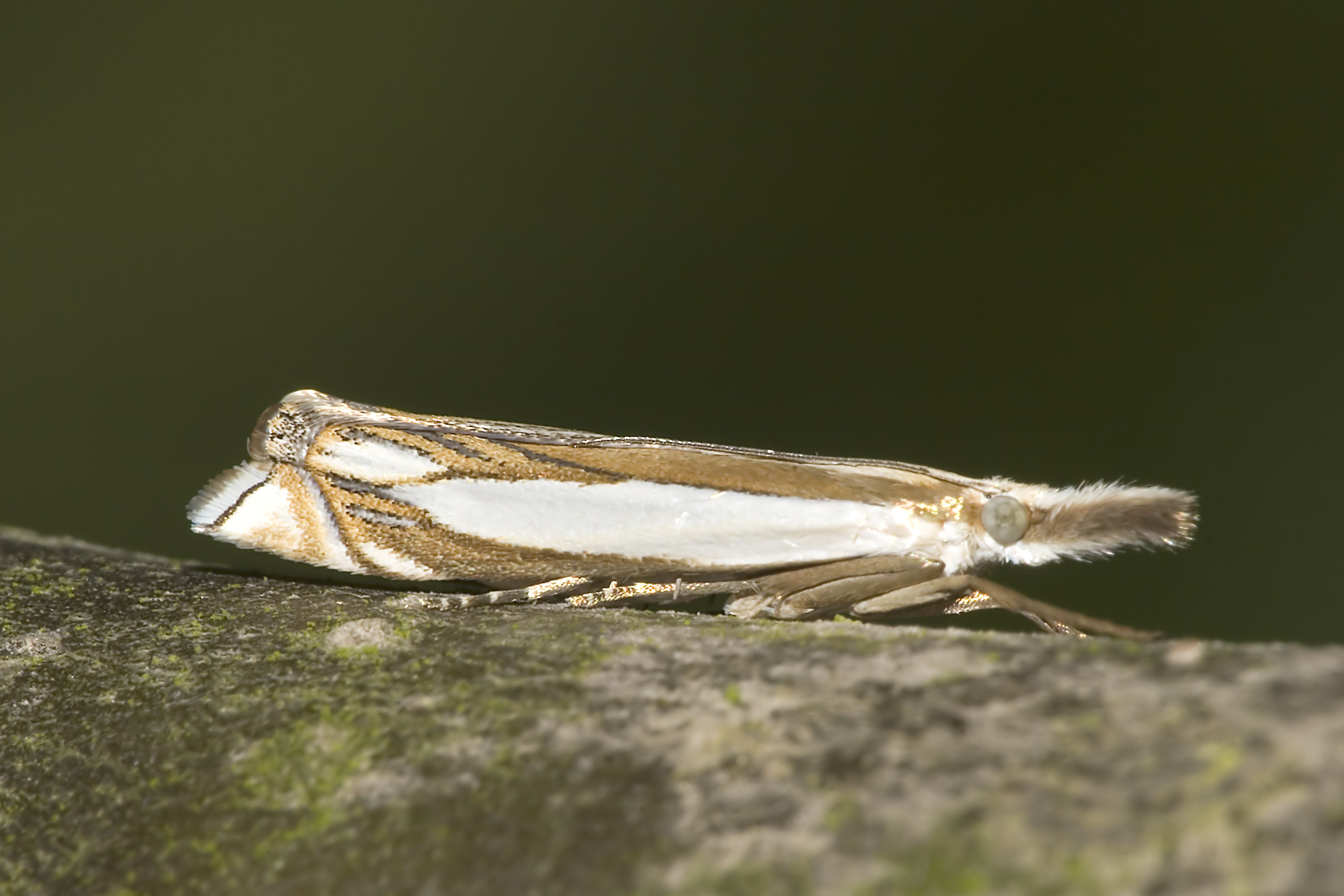
Crambus pascuella
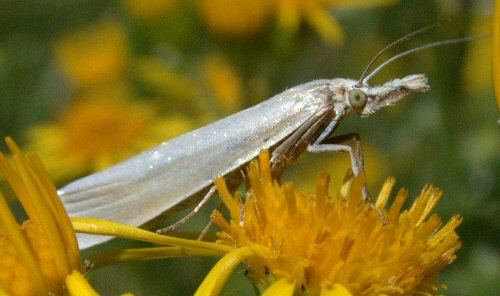
Crambus perlella
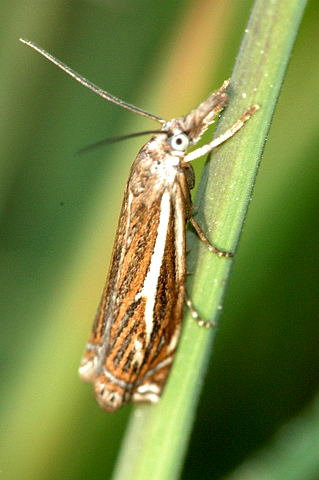
Crambus pratella
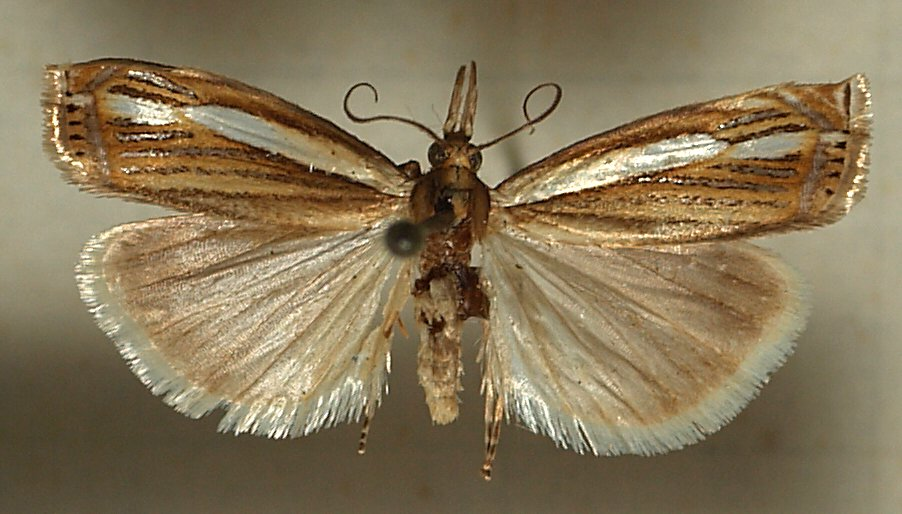
Crambus silvella
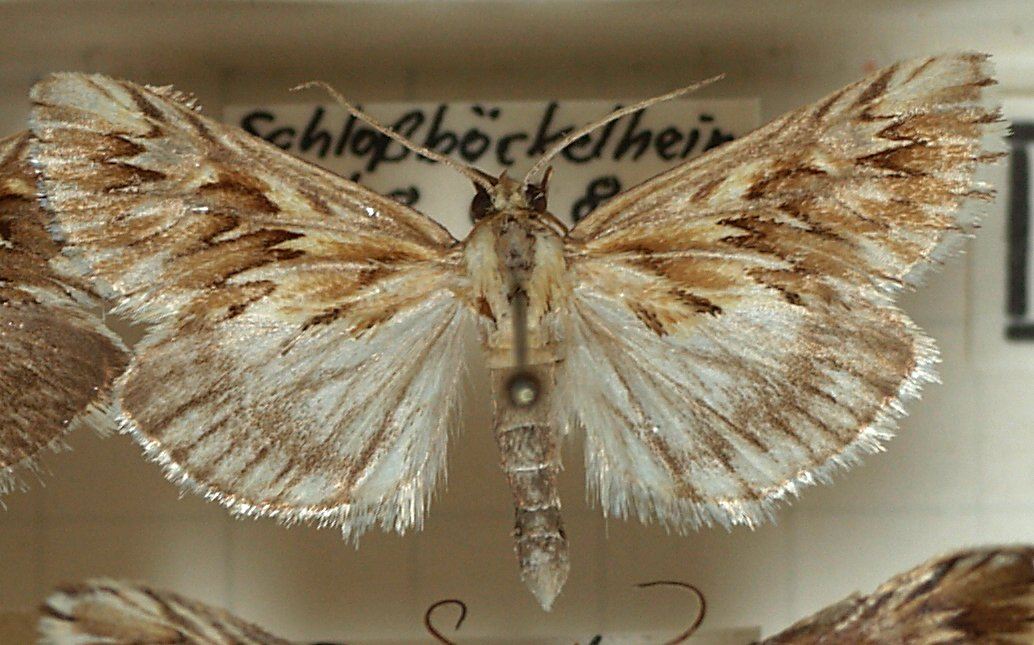
Cynaeda dentalis
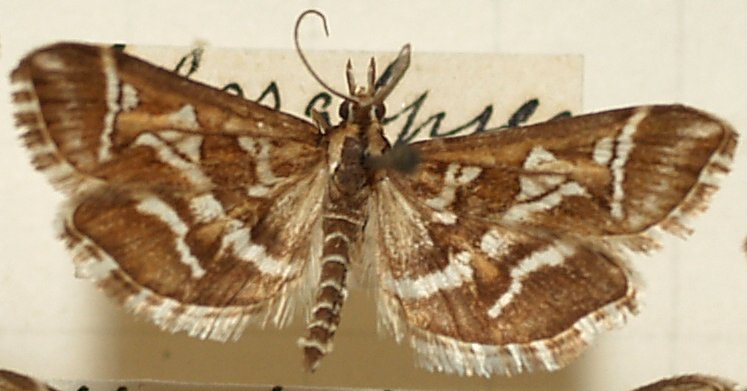
Diasemia reticularis
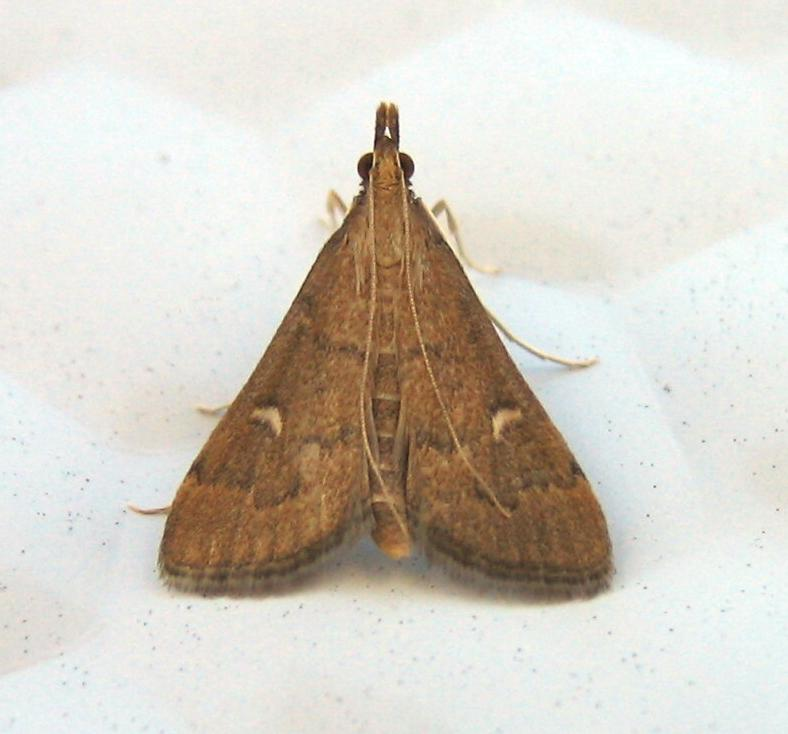
Dolicharthria punctalis
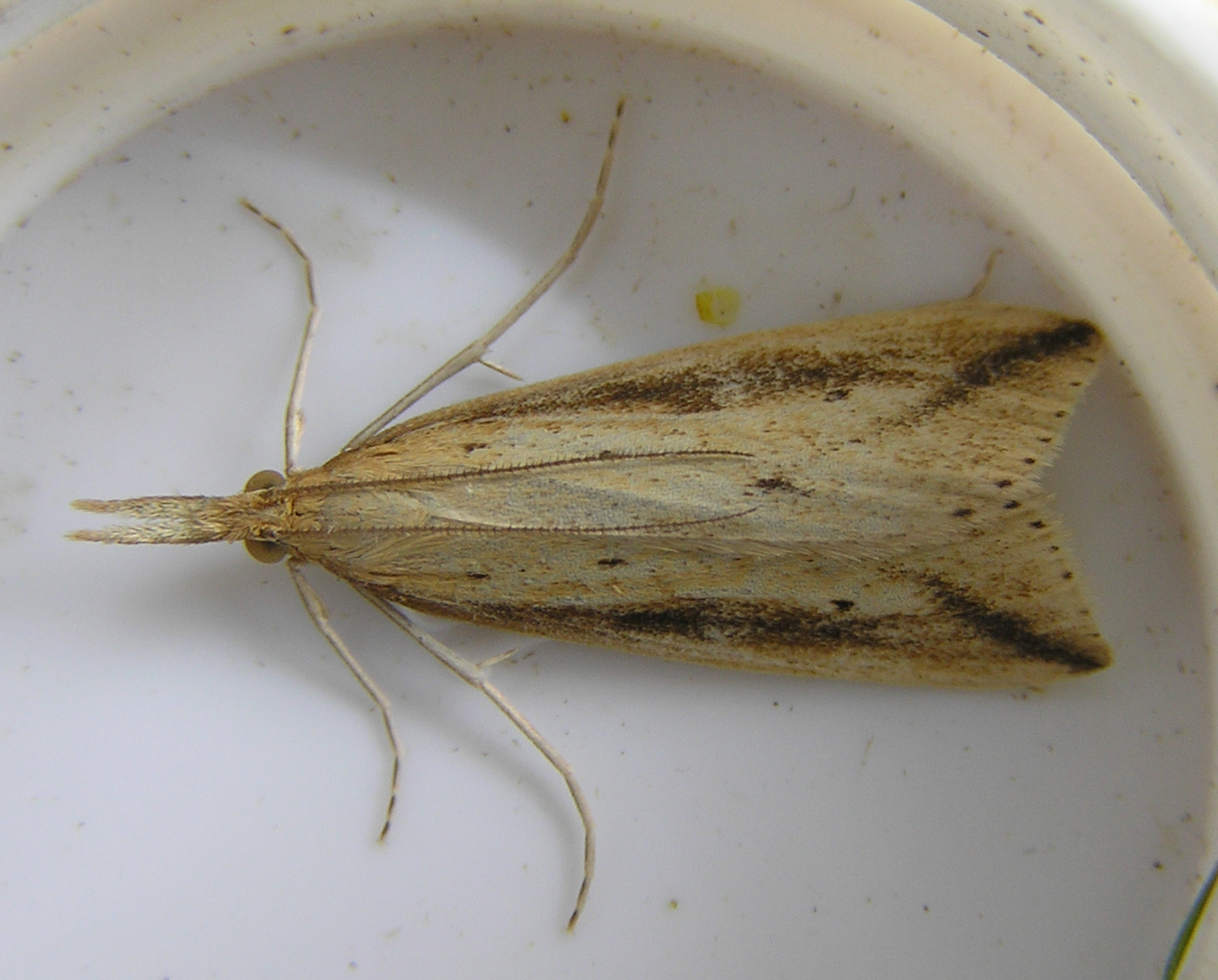
Donacaula forficella
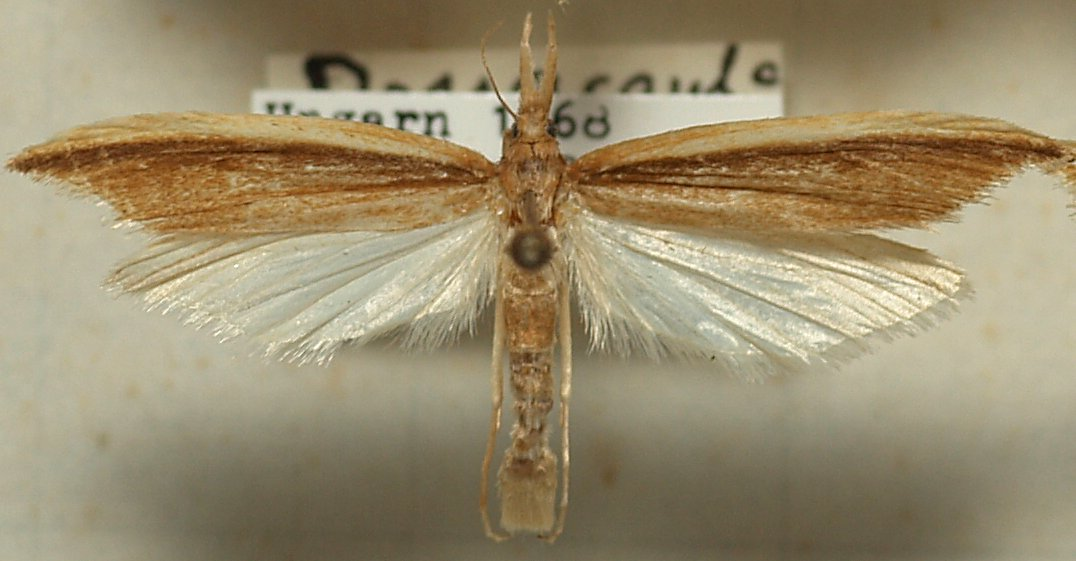
Donacaula mucronella
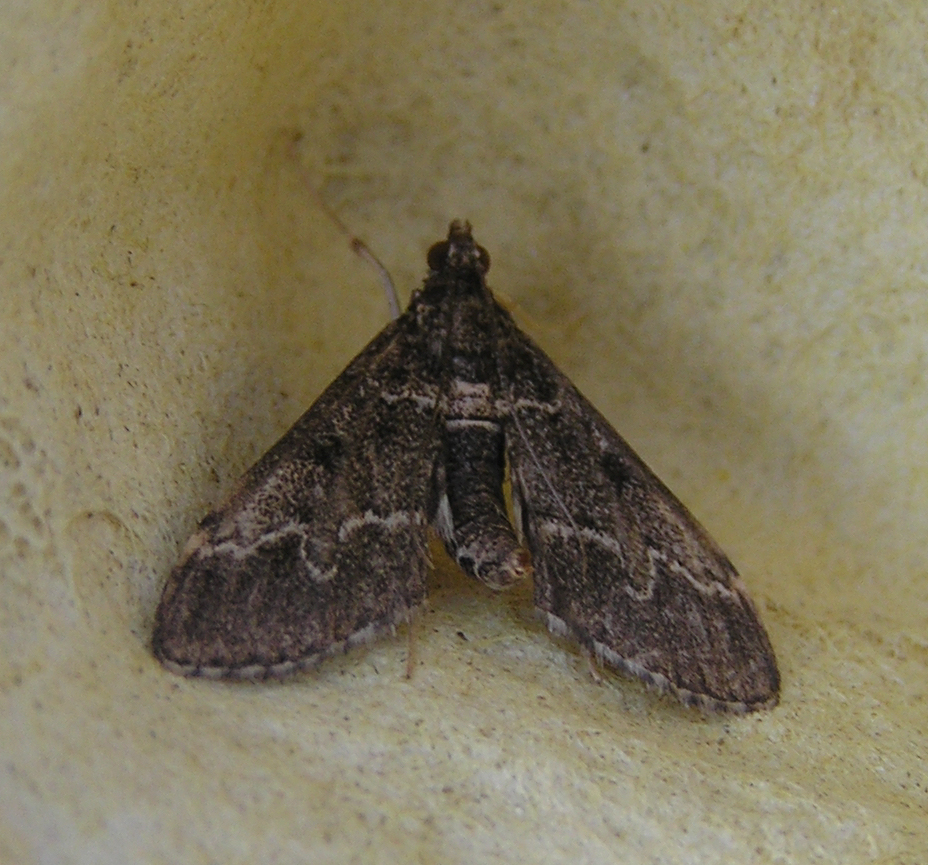
Duponchelia fovealis
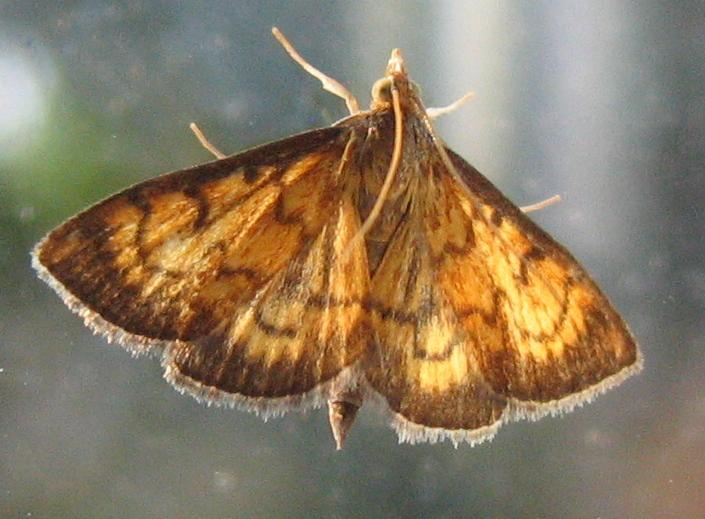
Ecpyrrhorrhoe rubiginalis
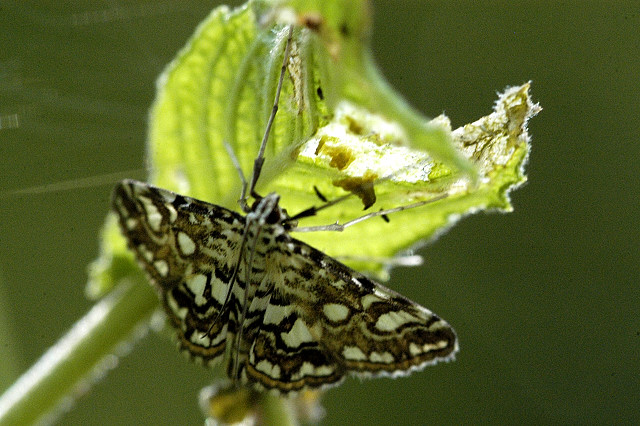
Elophila nymphaeata Waterlelievlinder
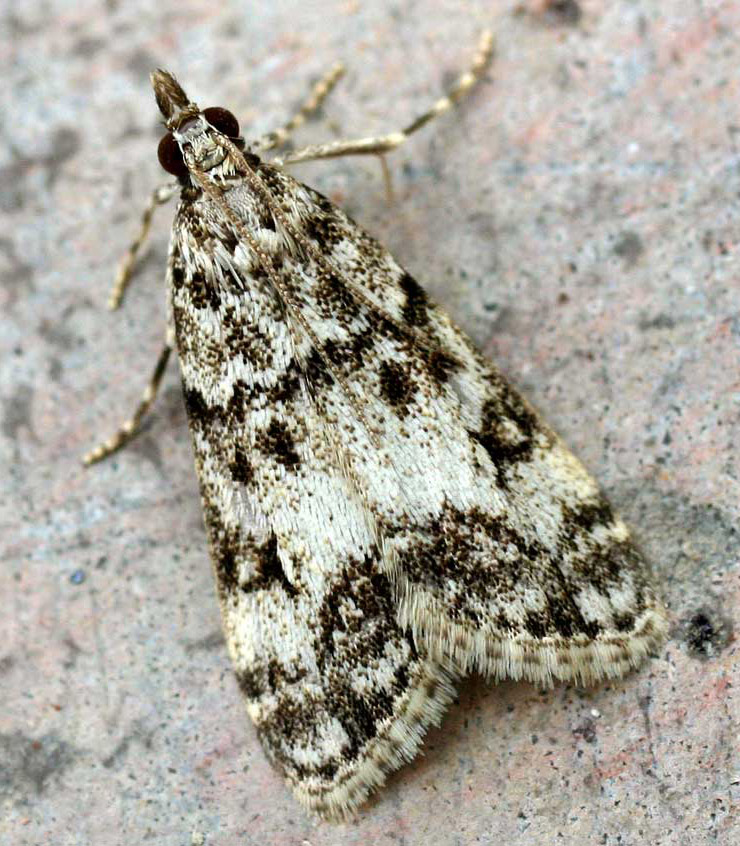
Eudonia lacustrata
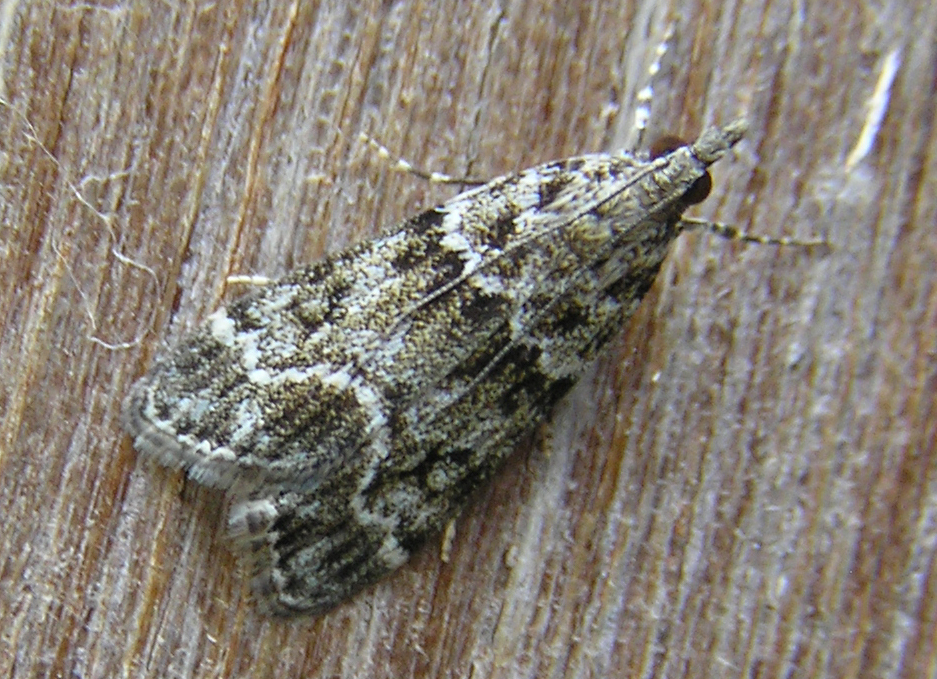
Eudonia mercurella
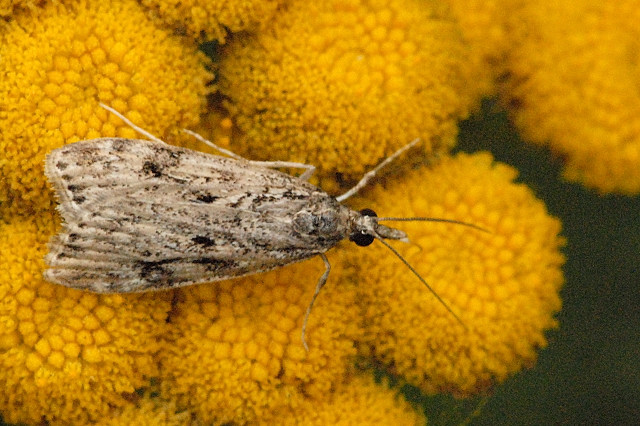
Eudonia truncicolella
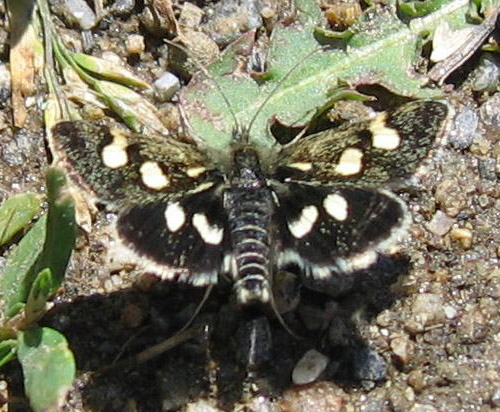
Eurrhypis pollinalis
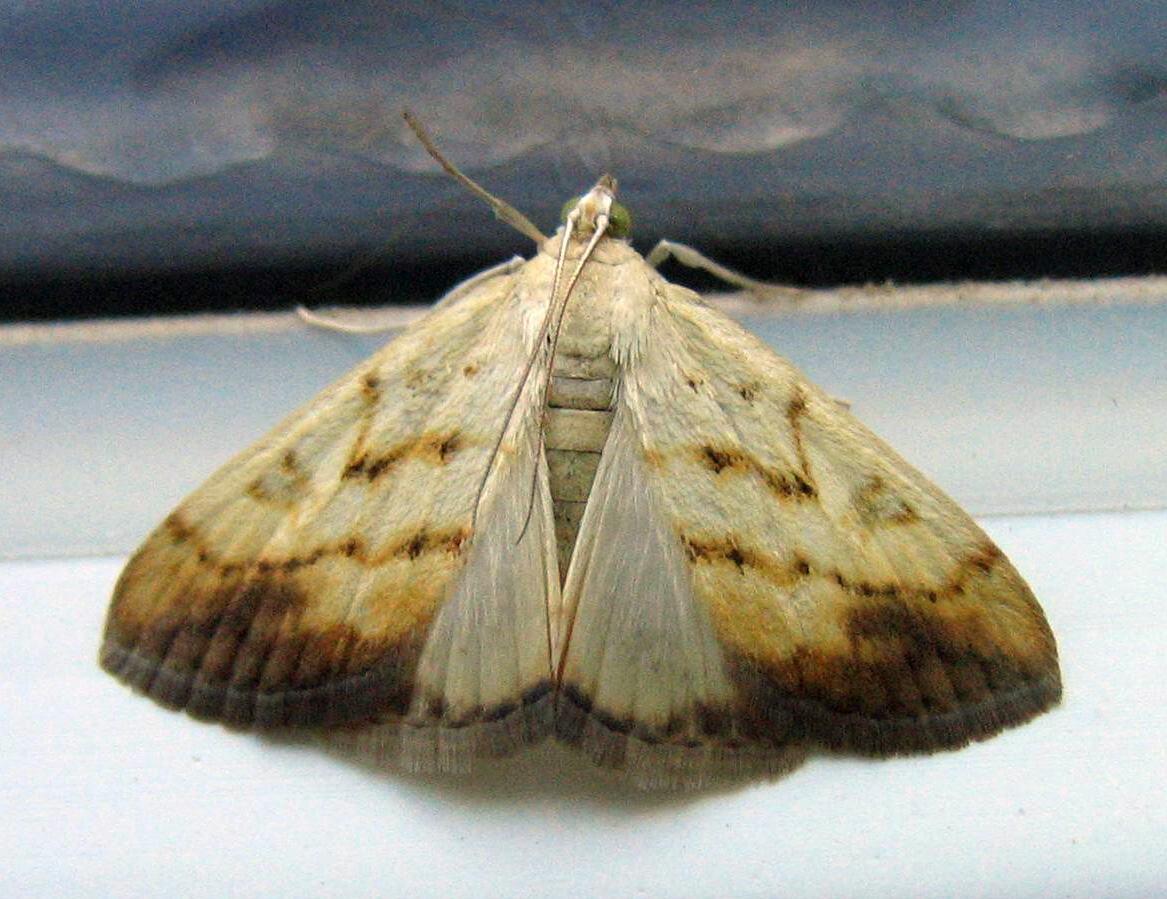
Evergestis extimalis
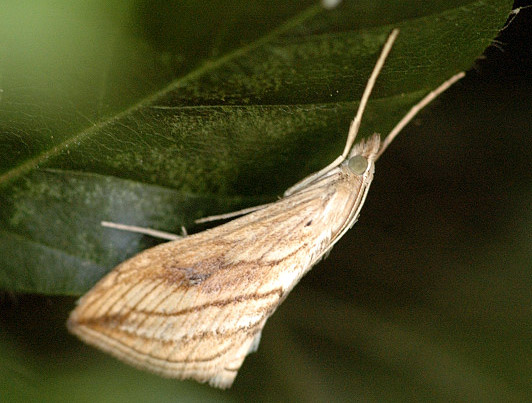
Evergestis forficalis
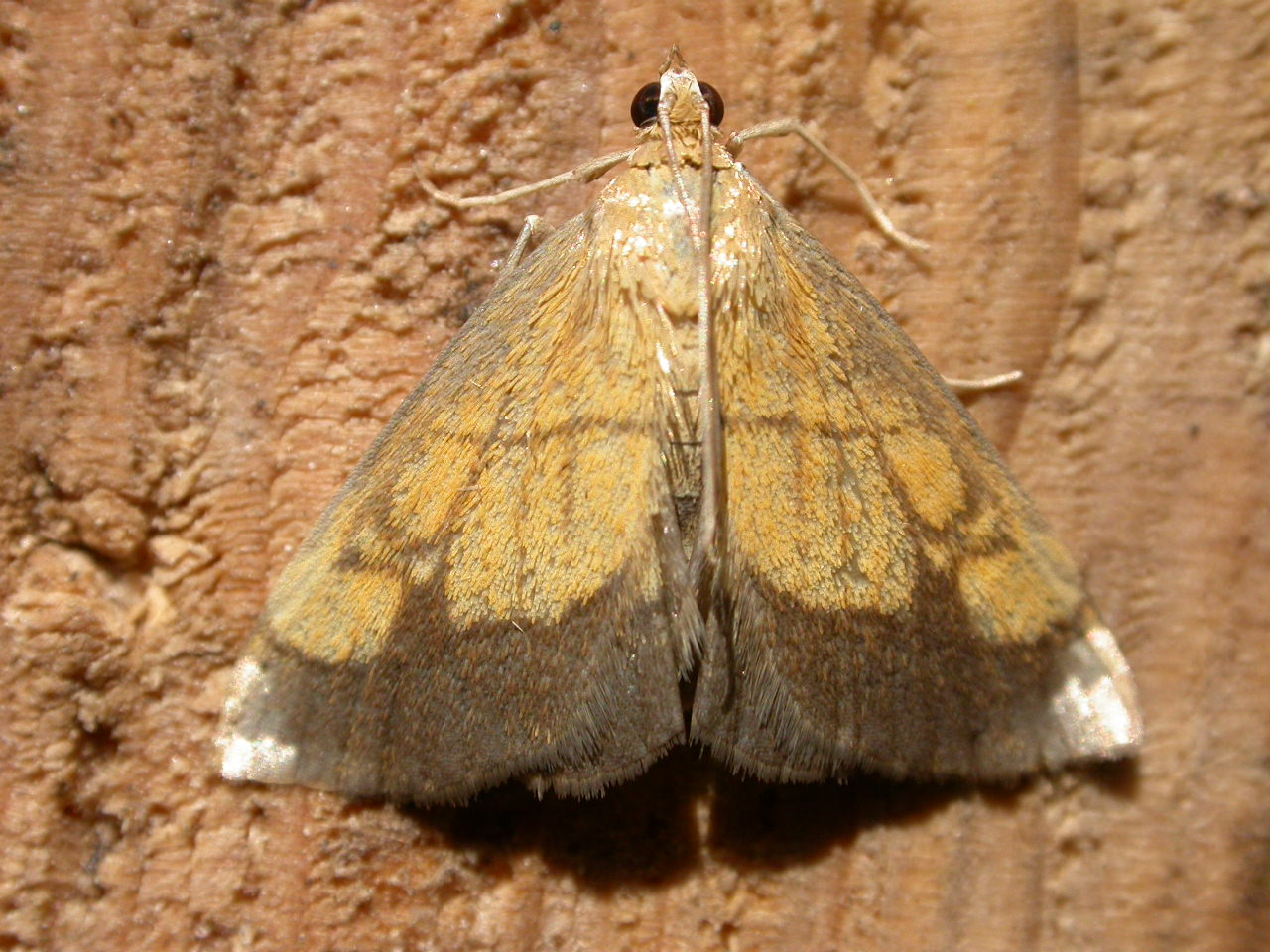
Evergestis limbata
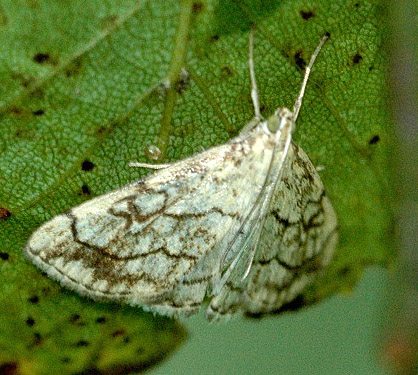
Evergestis pallidata
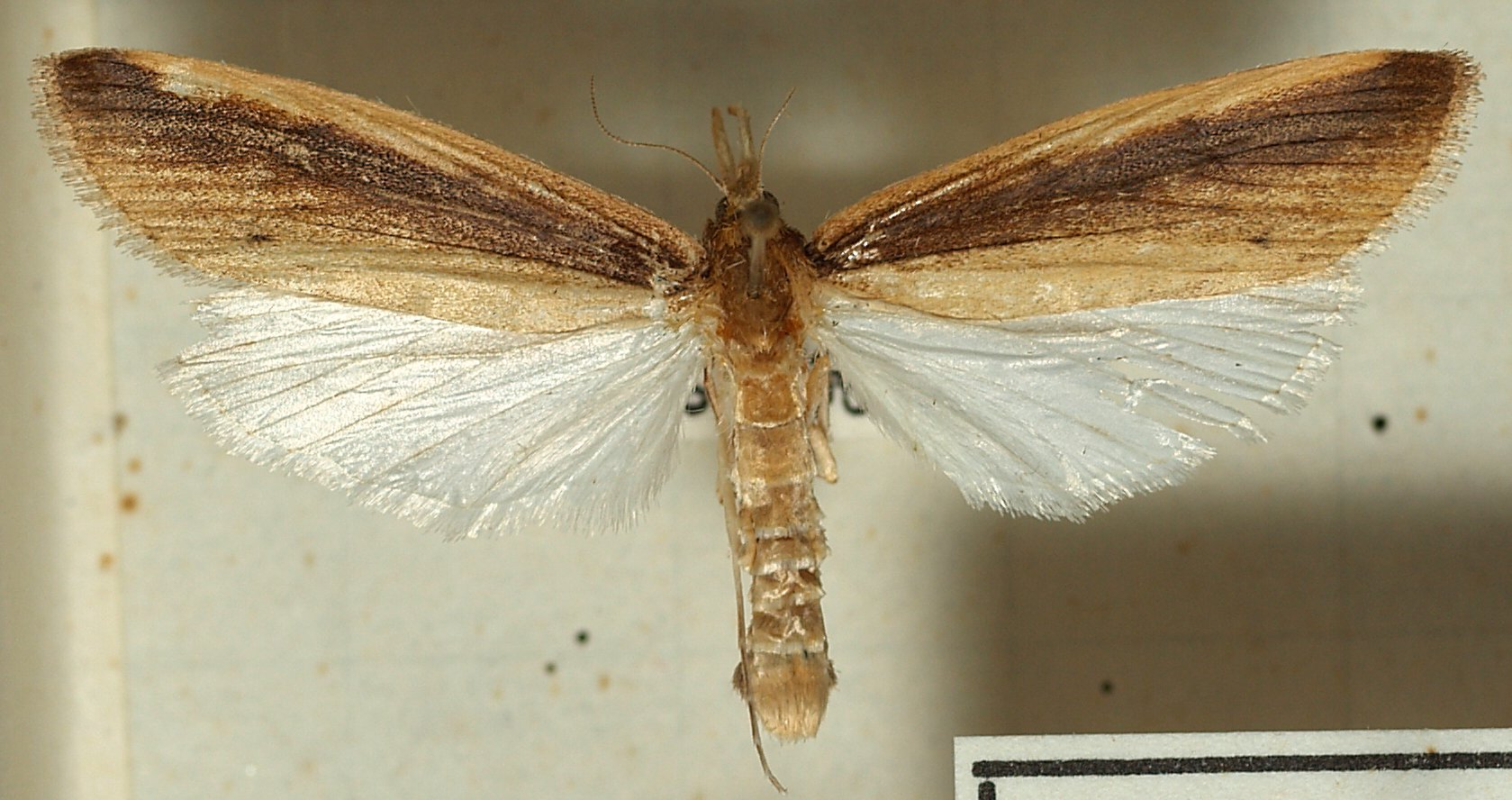
Friedlanderia cicatricella
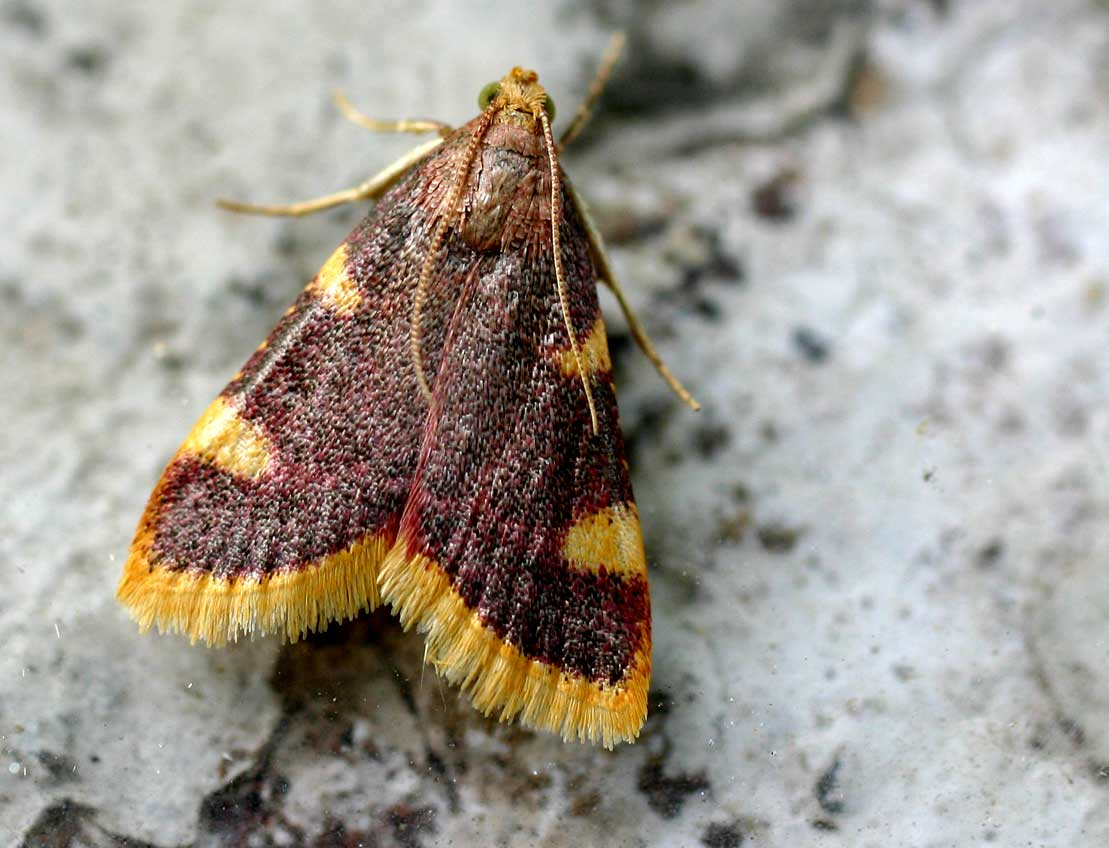
Hypsopygia costalis
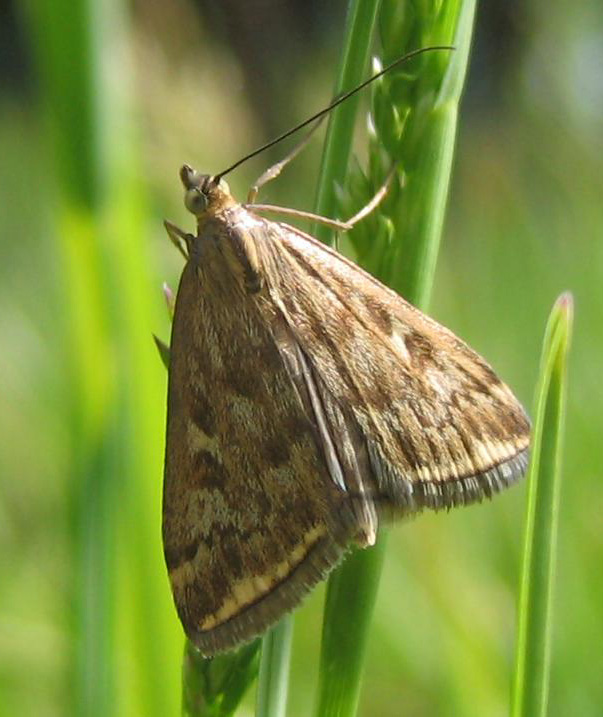
Loxostege sticticalis
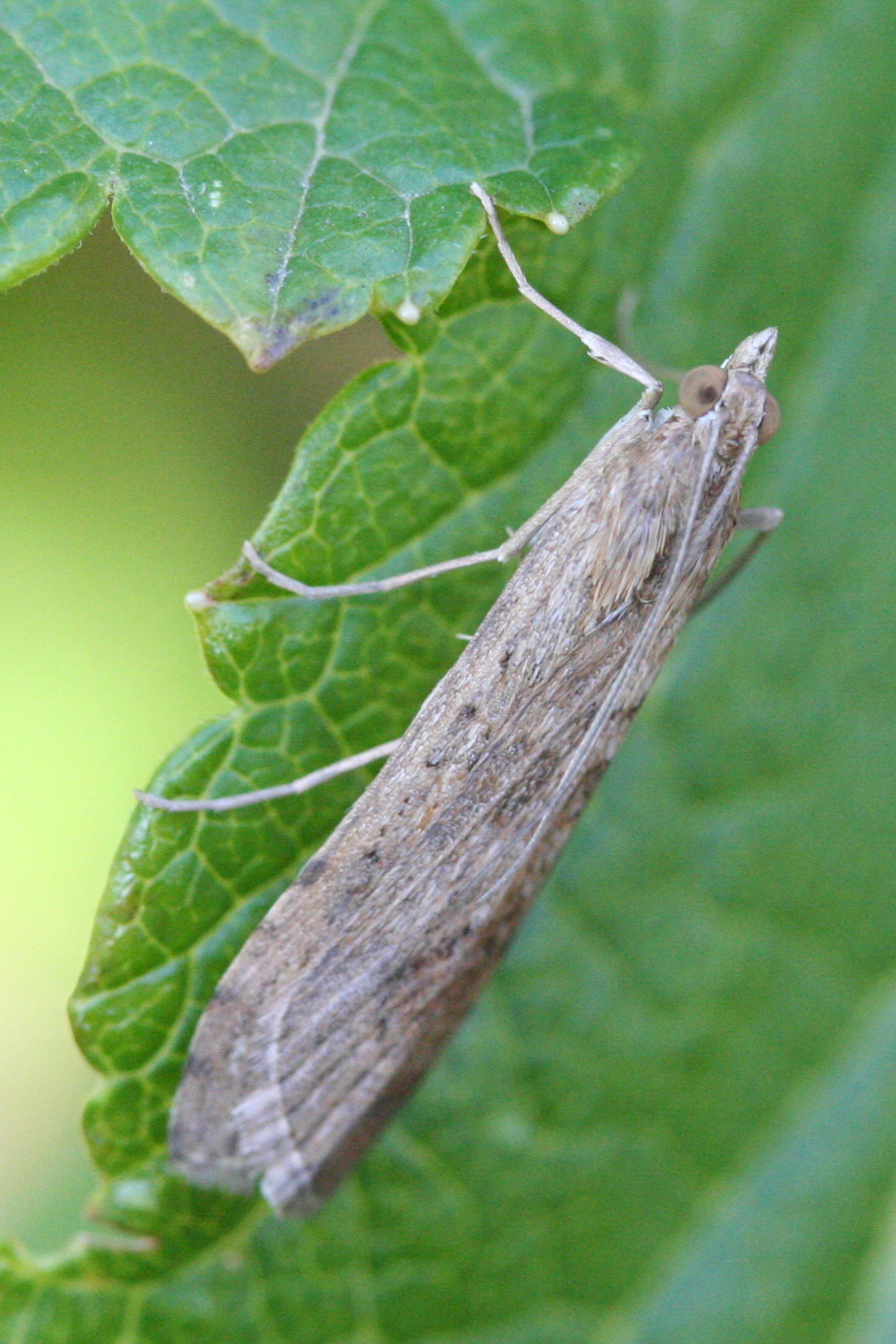
Nomophila noctuella Luipaardlichtmot
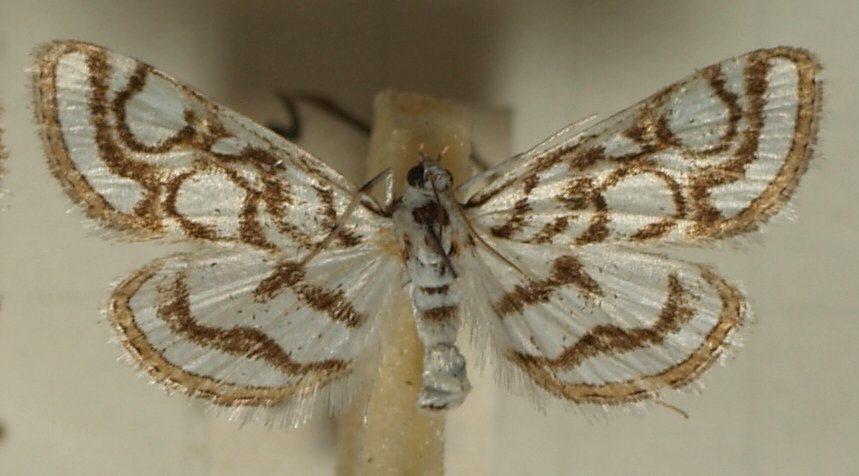
Nymphula nitidulata
Ostrinia nubilalis Europese maïsboorder
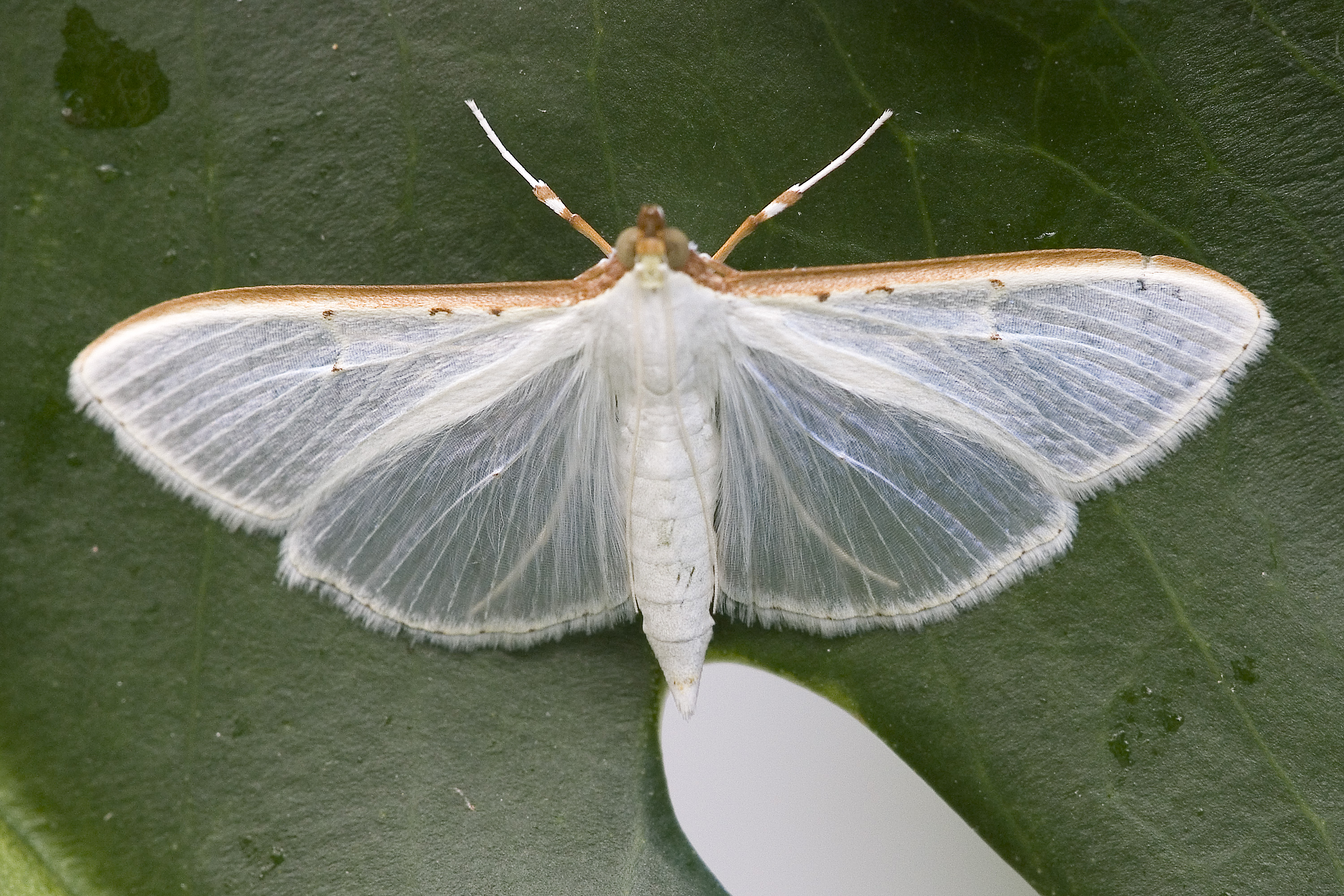
Palpita vitrealis
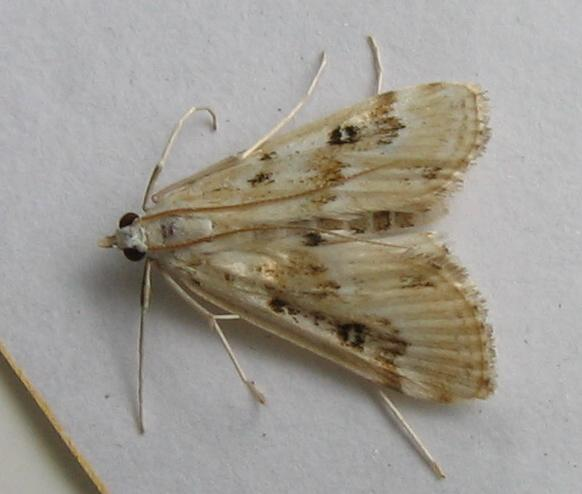
Parapoynx stratiotata
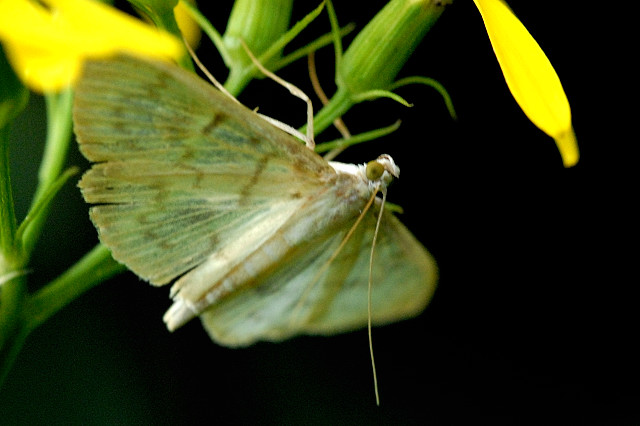
Paratalanta hyalinalis
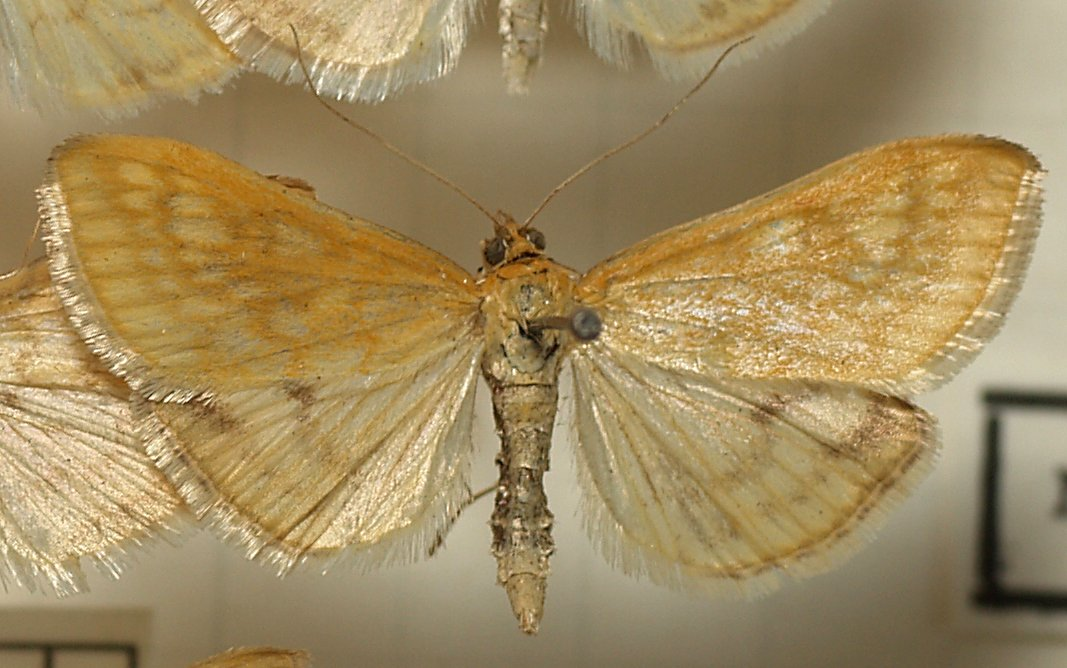
Paratalanta pandalis
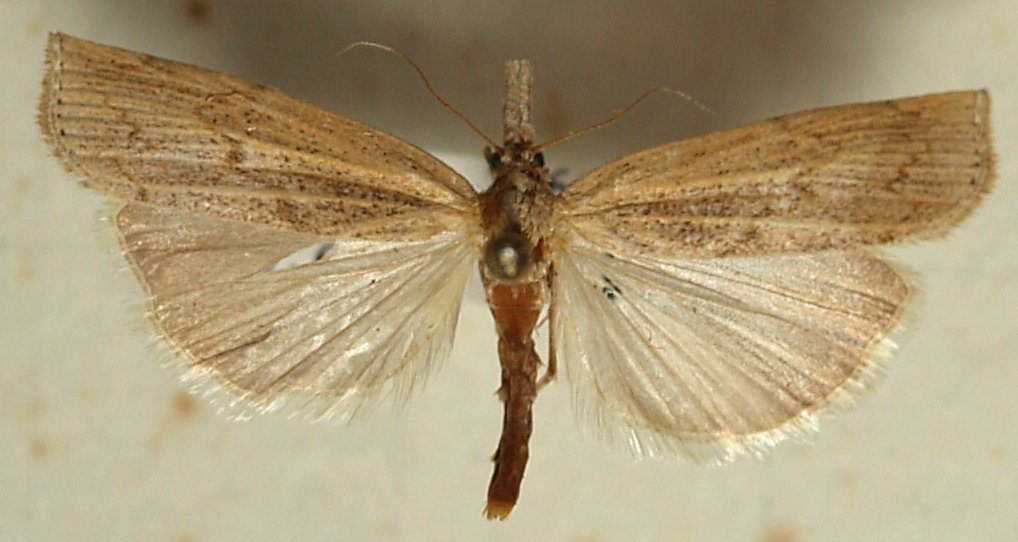
Pediasia aridella
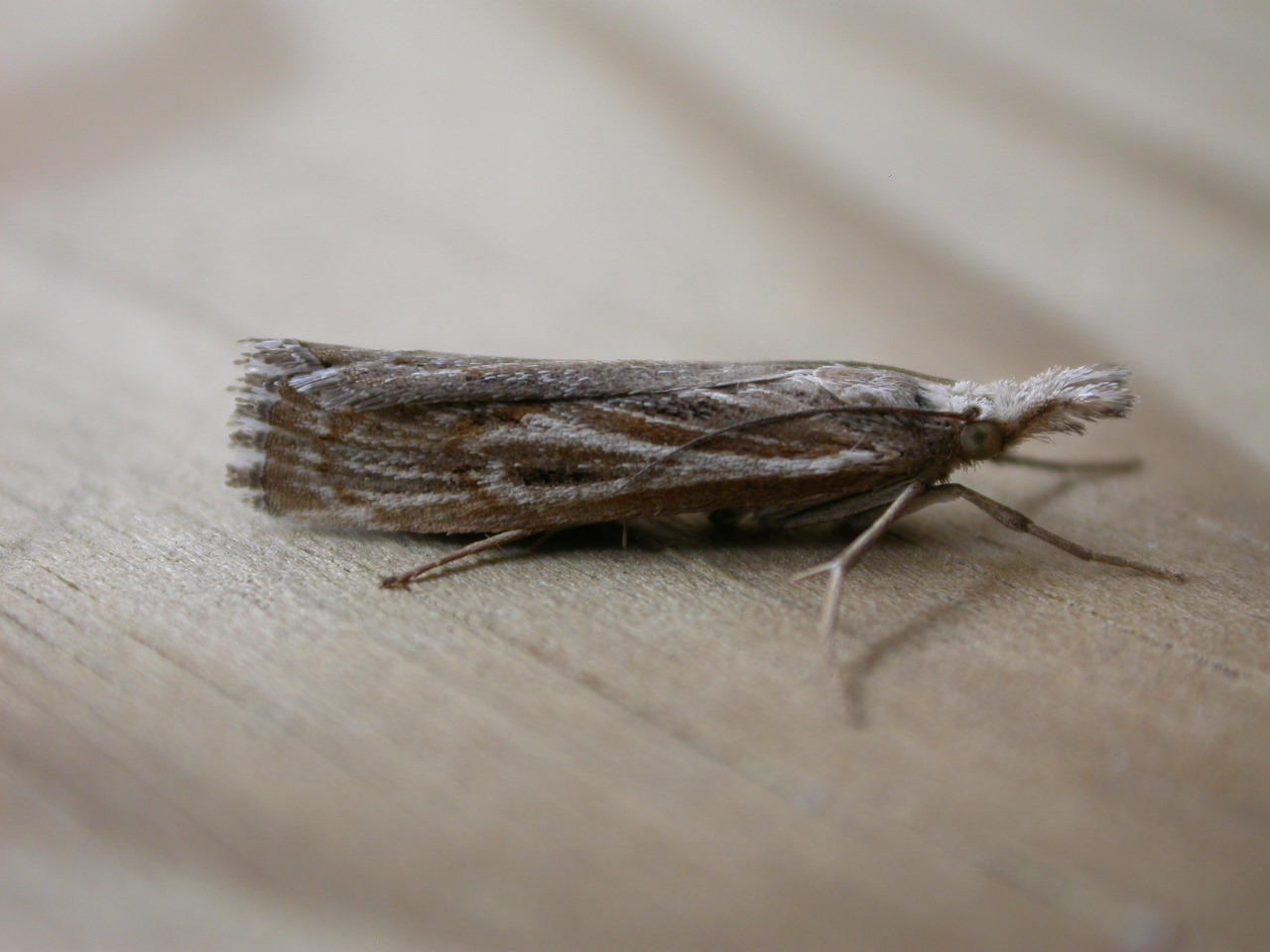
Pediasia fascelinella
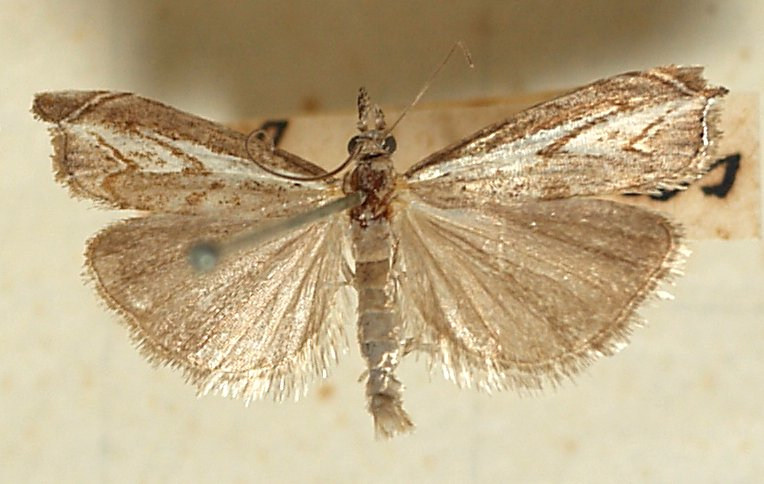
Platytes alpinella
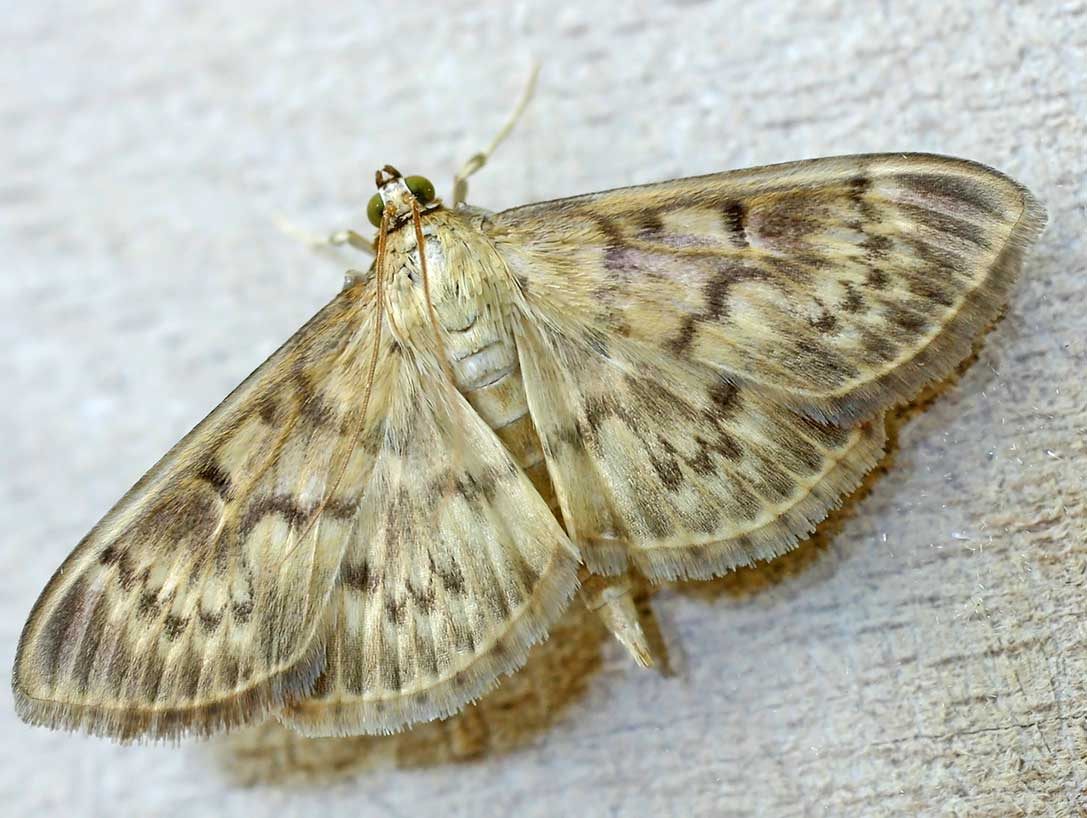
Pleuroptya ruralis Netelmot
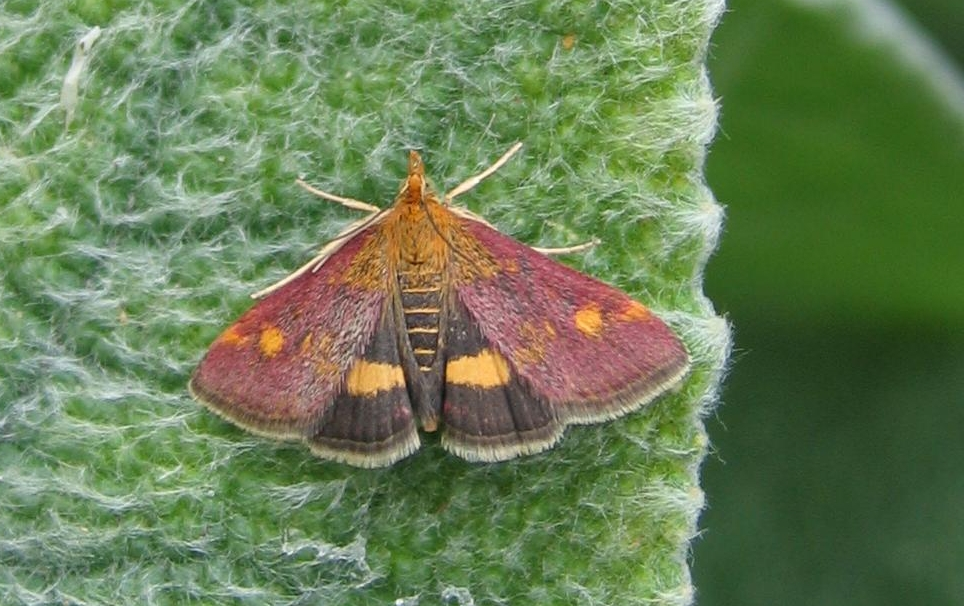
Pyrausta aurata Muntvlindertje
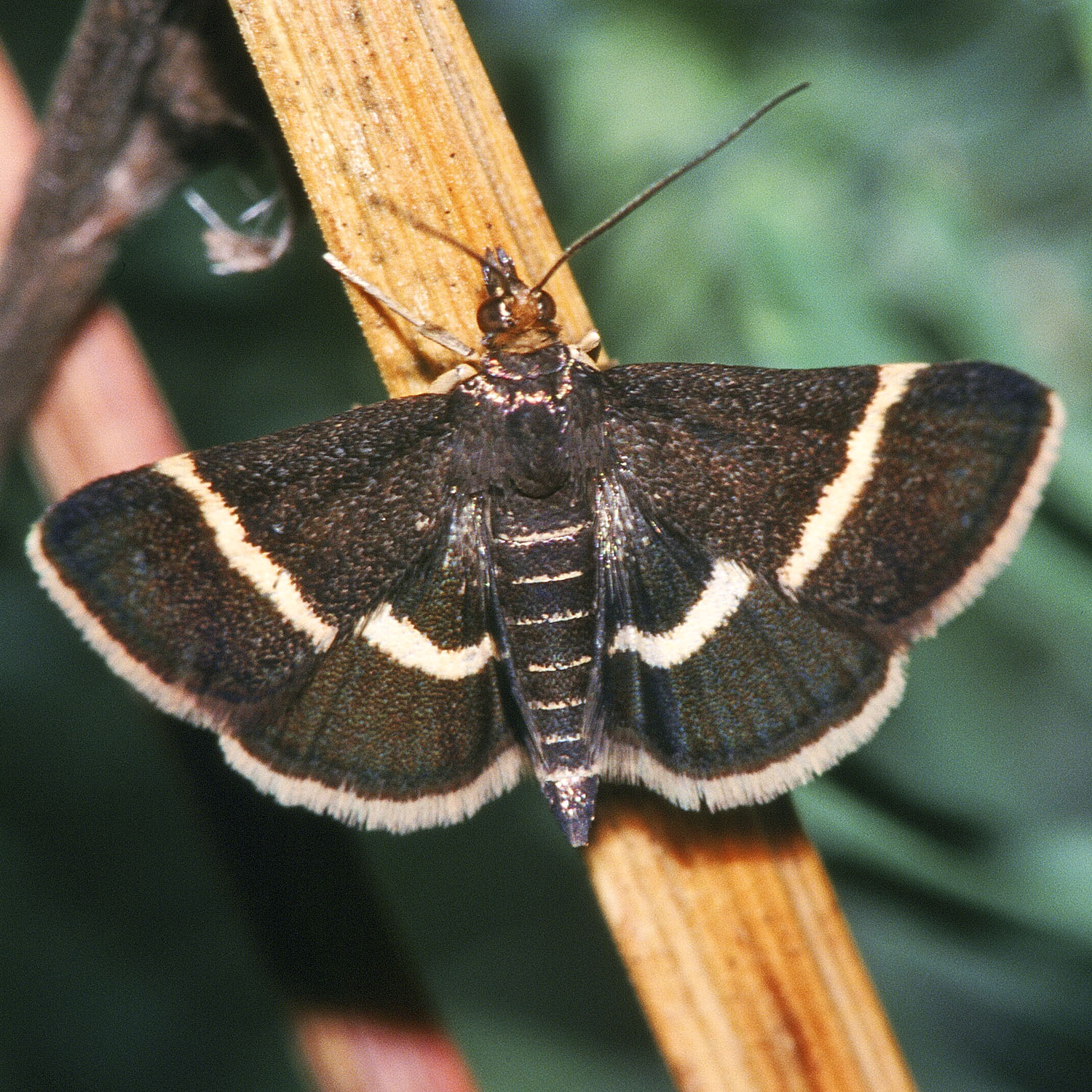
Pyrausta cingulata
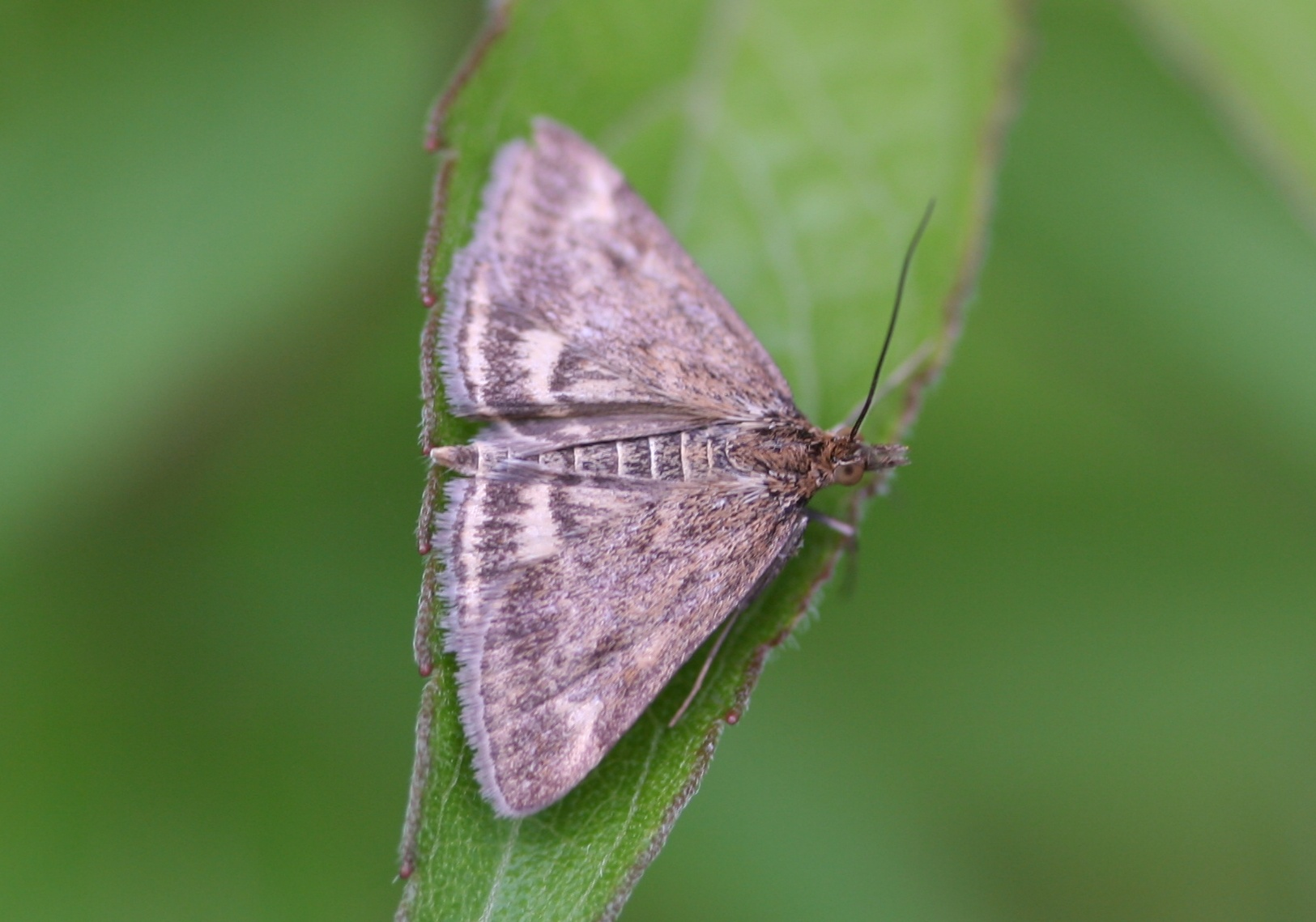
Pyrausta despicata
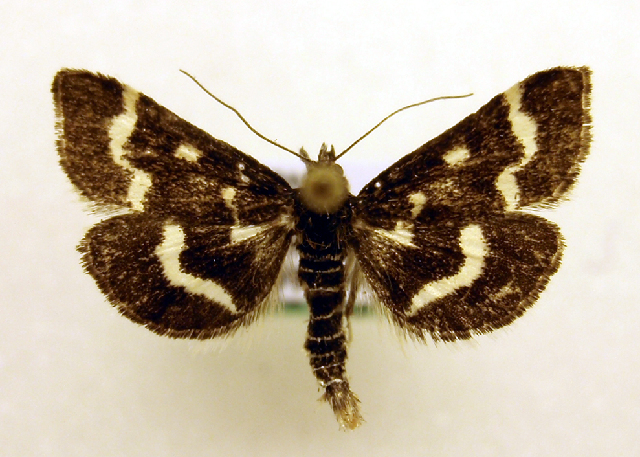
Pyrausta nigrata Stiptijmmot
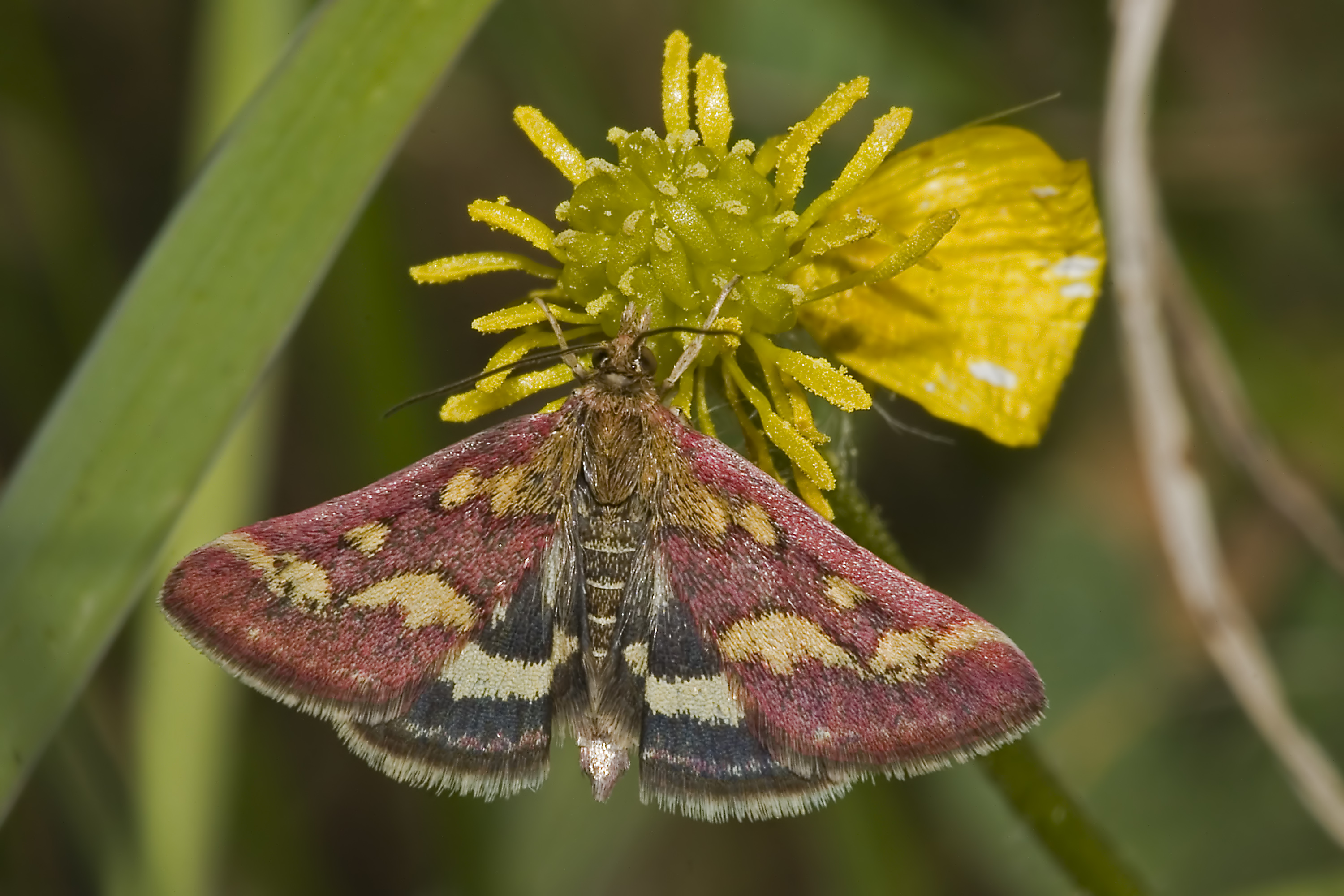
Pyrausta purpuralis Purpermotje
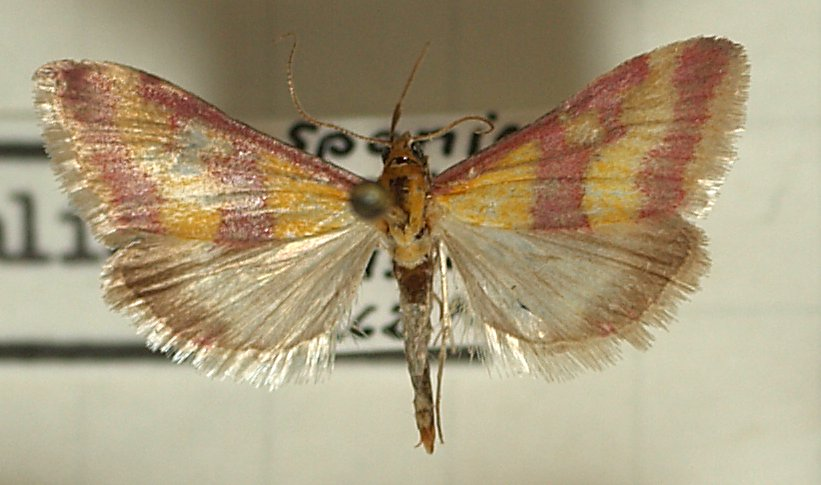
Pyrausta sanguinalis Mijtermot
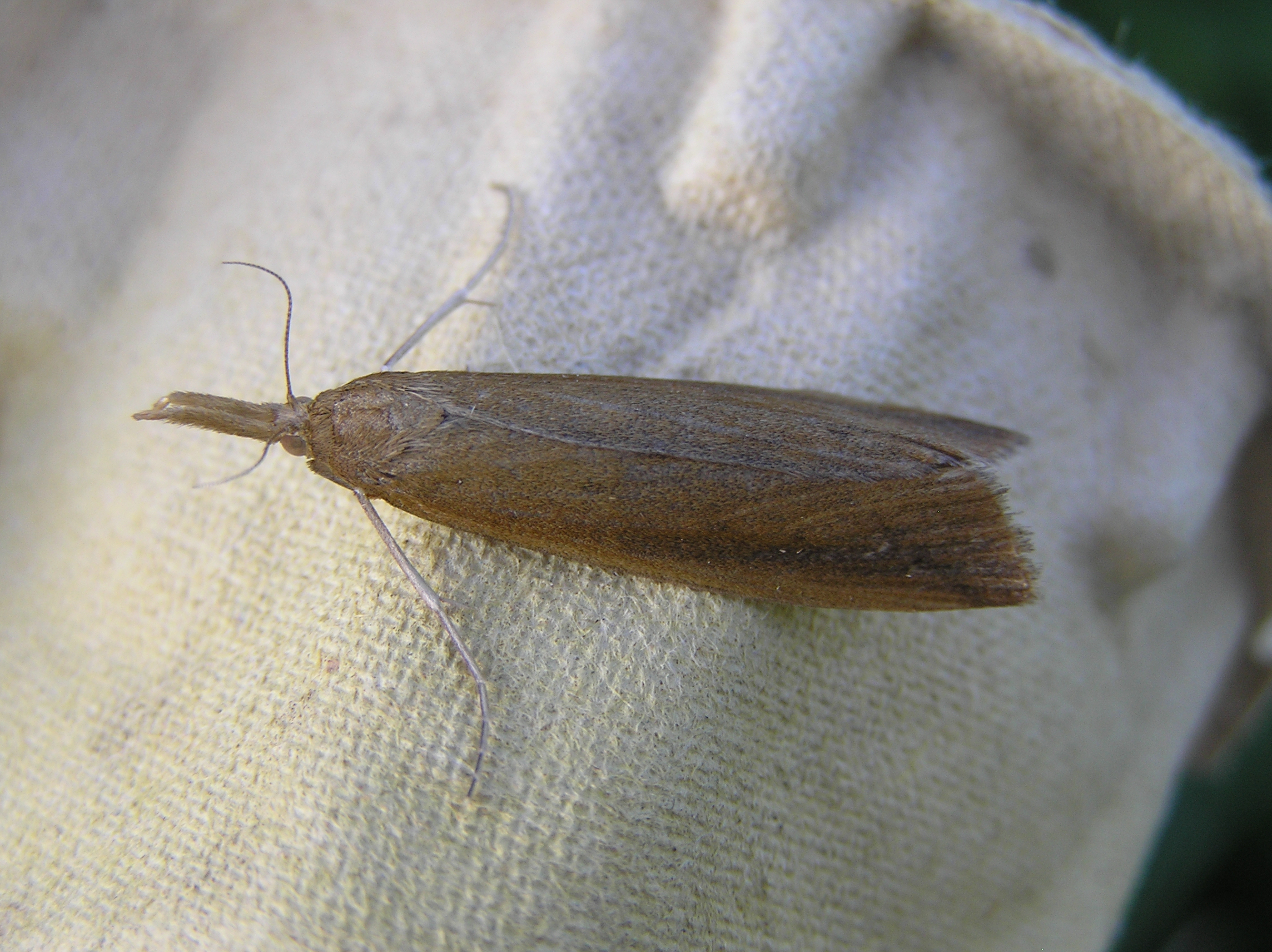
Schoenobius gigantella
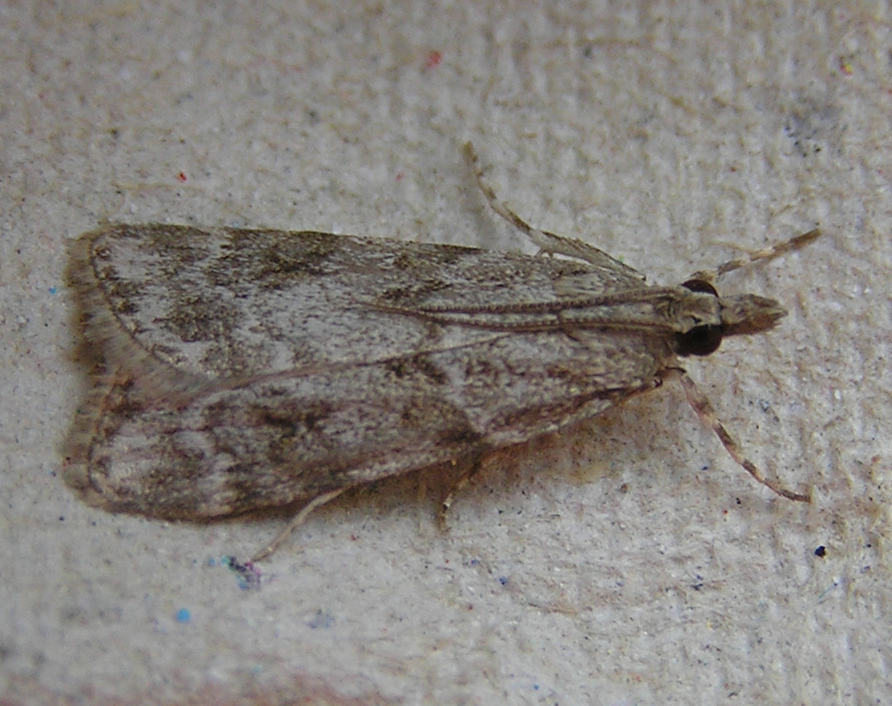
Scoparia ambigualis
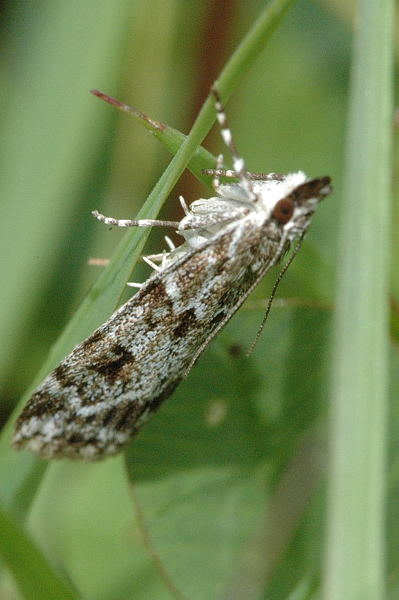
Scoparia basistrigalis
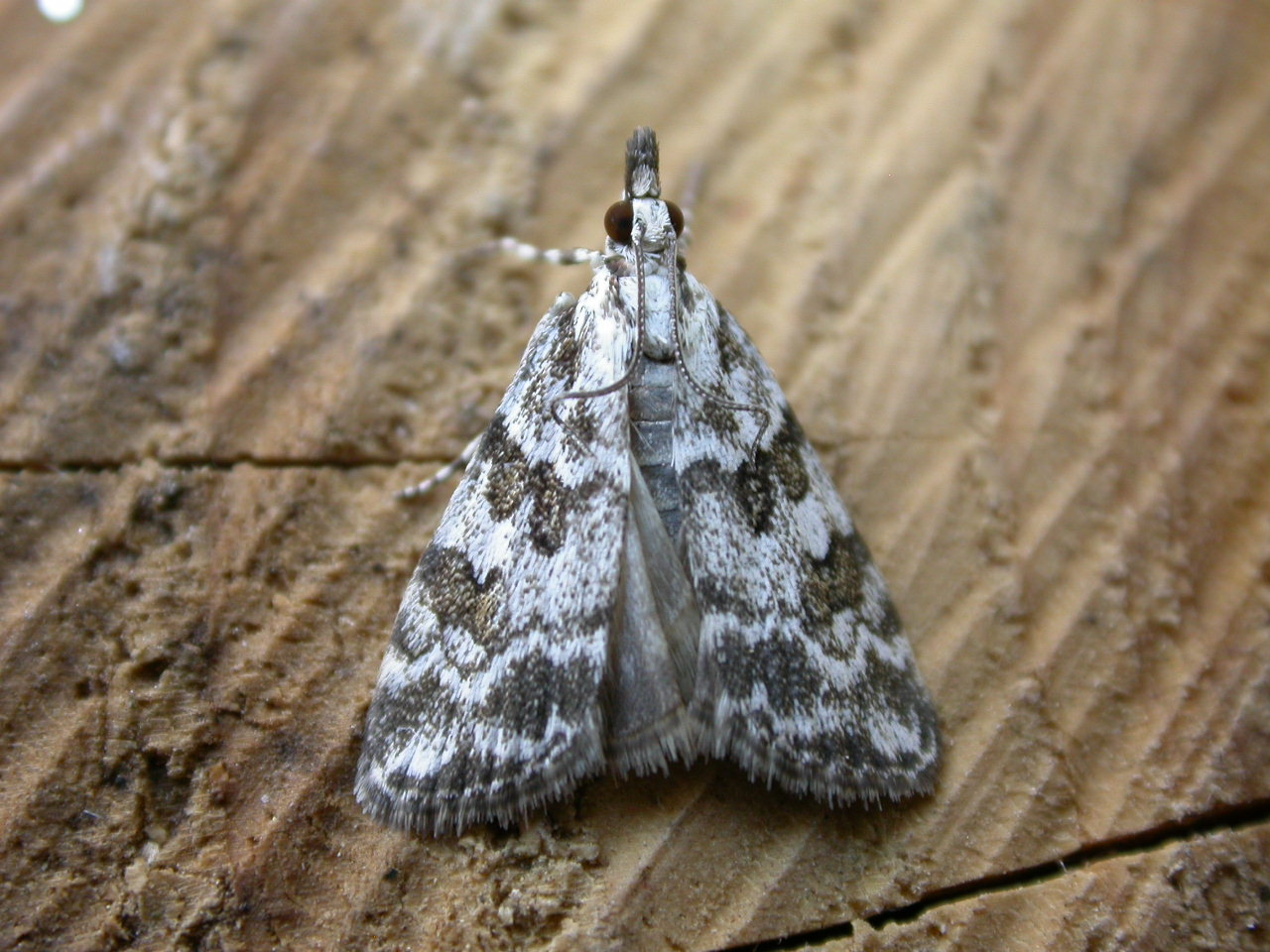
Scoparia pyralella
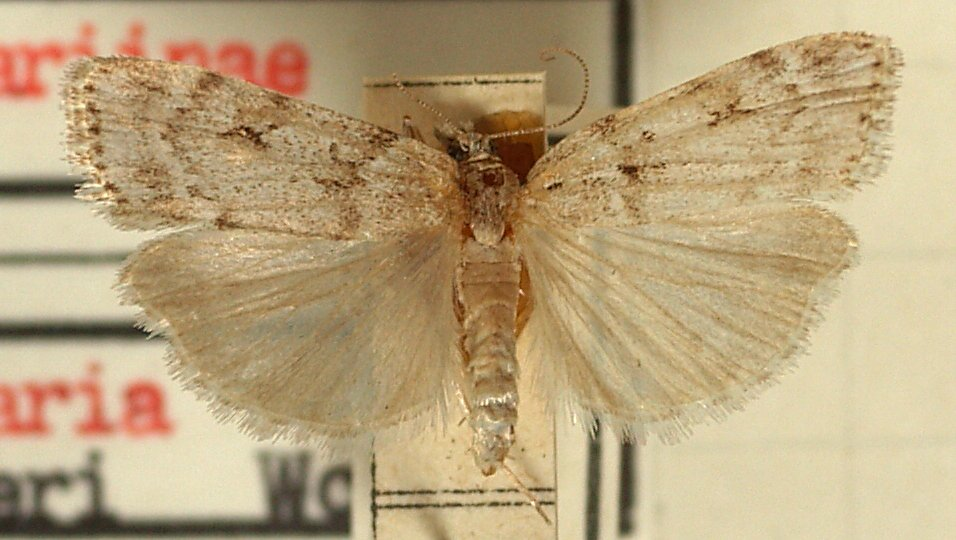
Scoparia subfusca
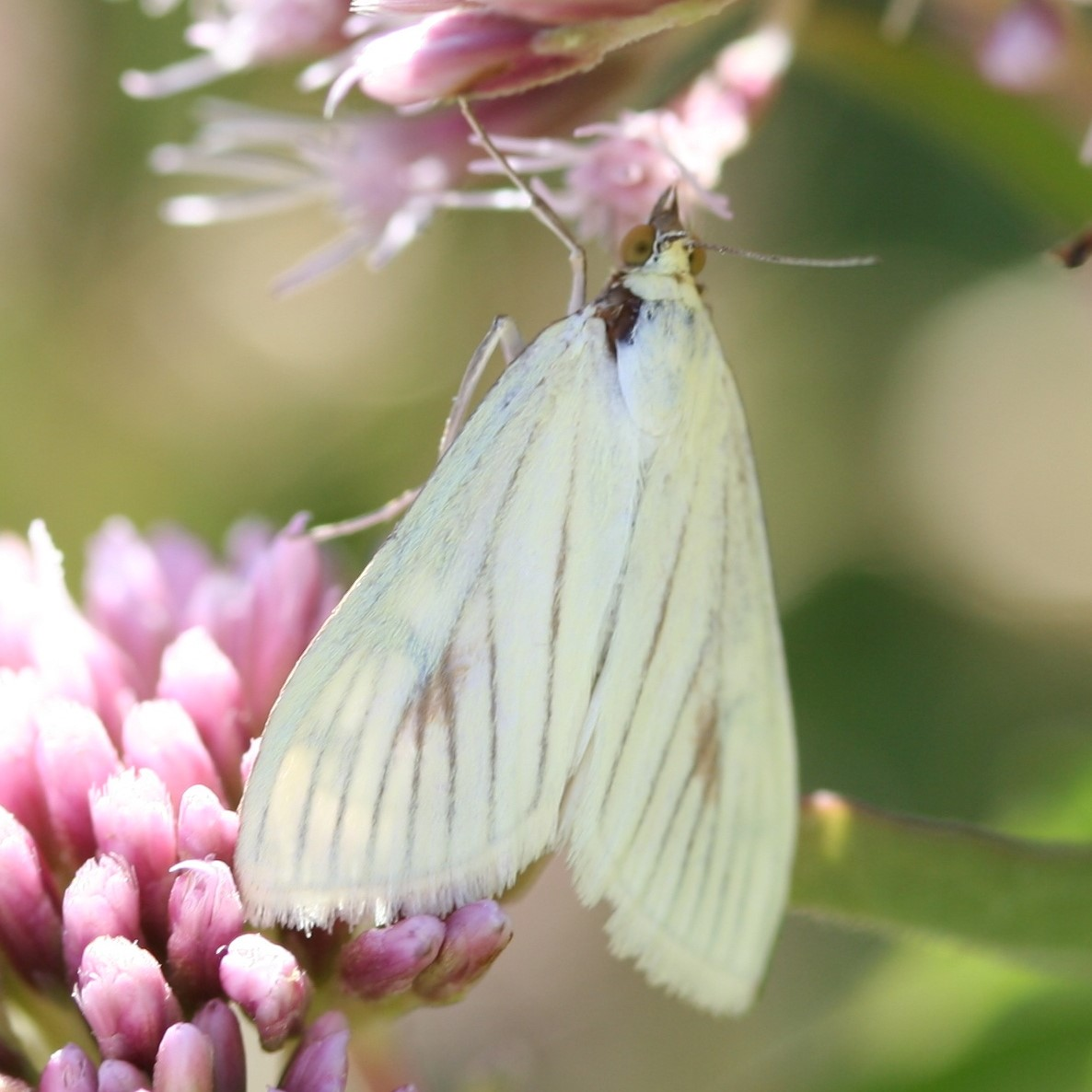
Sitochroa palealis
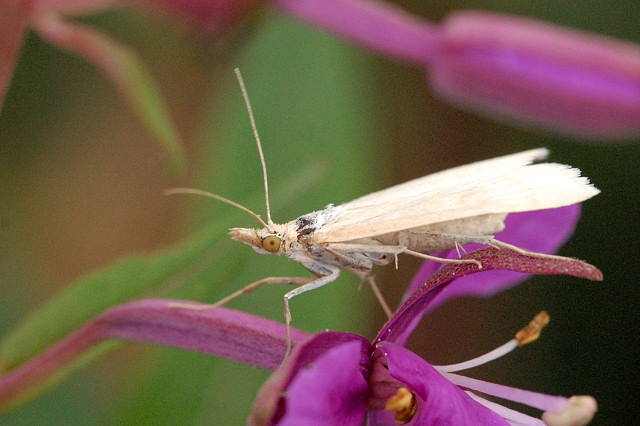
Sitochroa verticalis
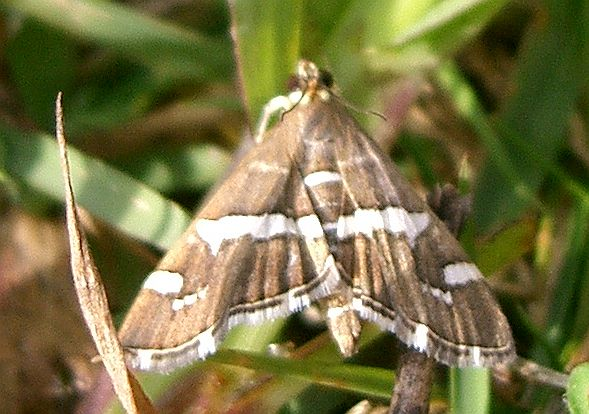
Spoladea recurvalis
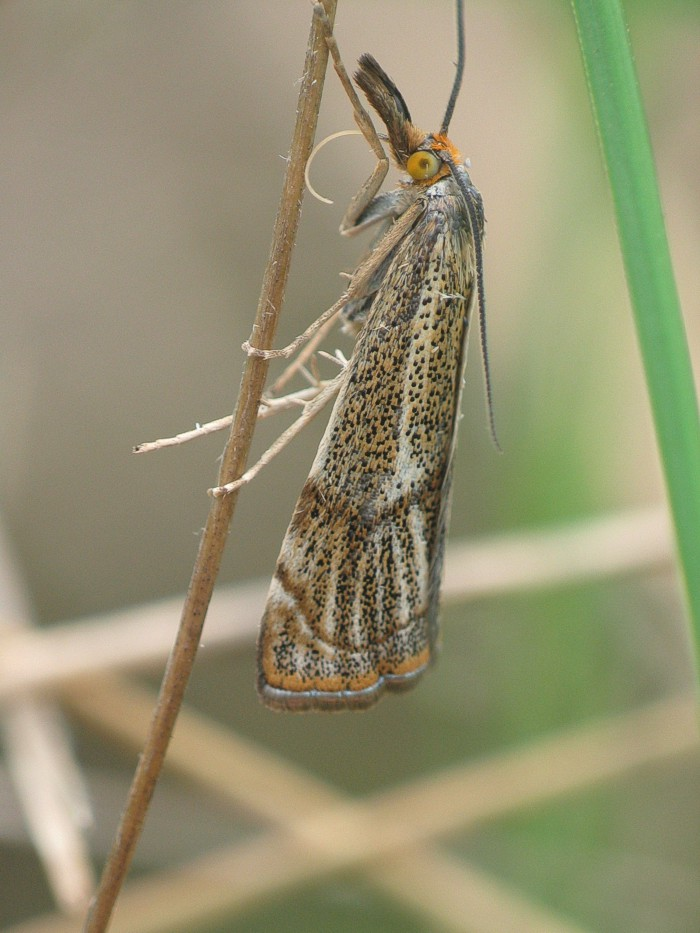
Thisanotia chrysonuchella
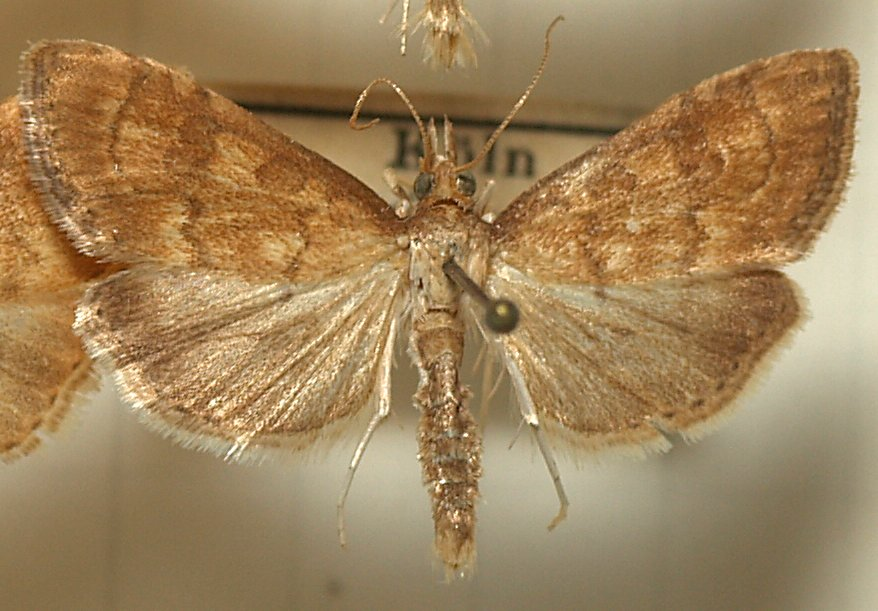
Udea fulvalis
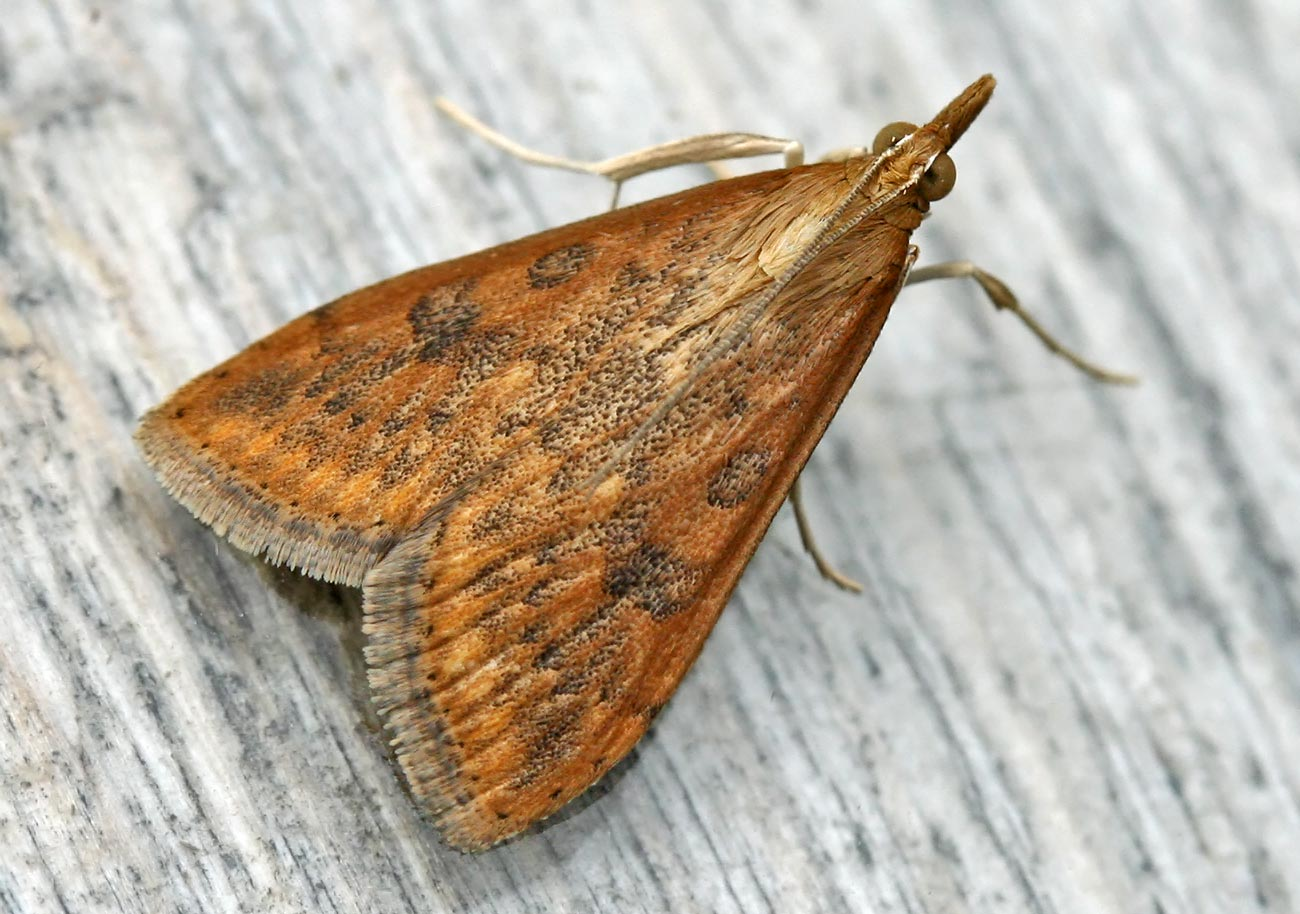
Udea ferrugalis
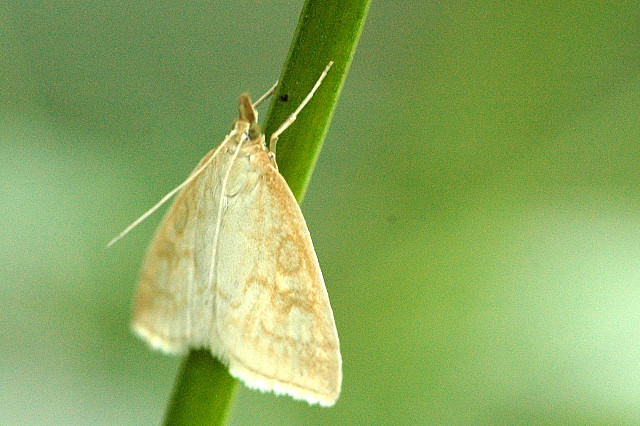
Udea lutealis
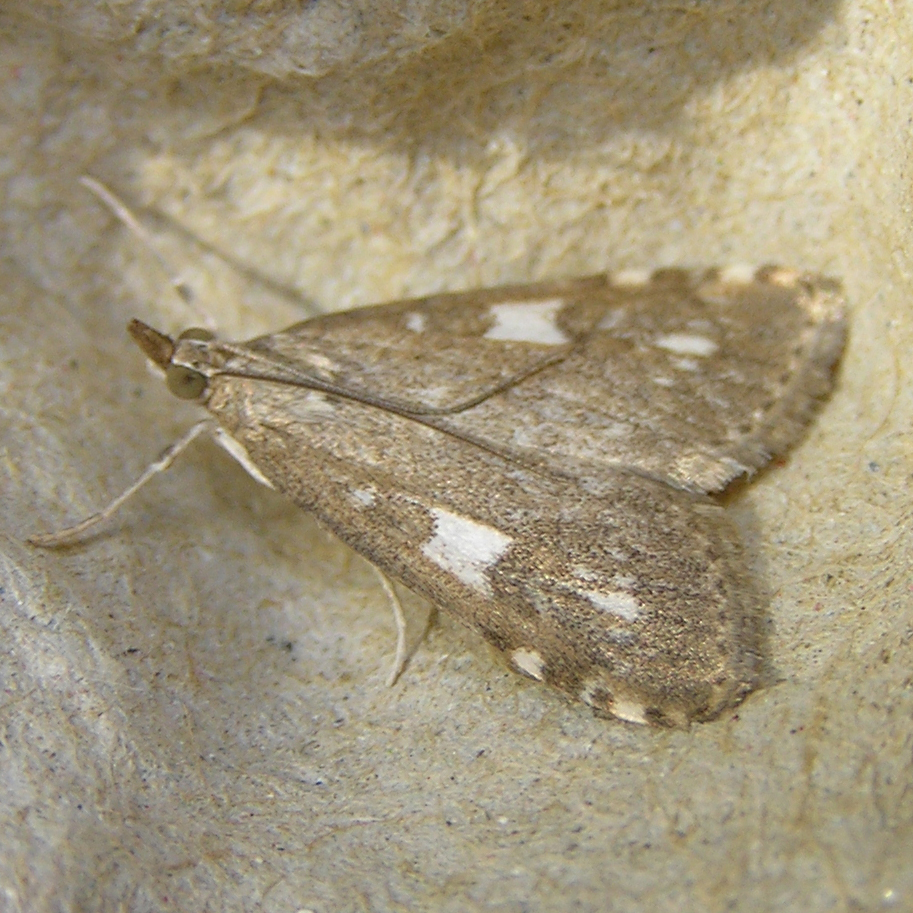
Udea olivalis
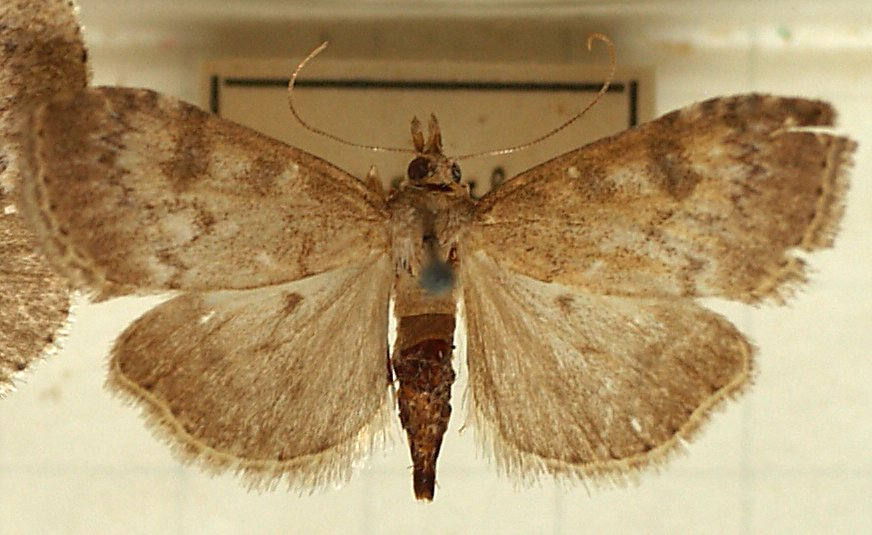
Udea prunalis